# ریزش بهمن

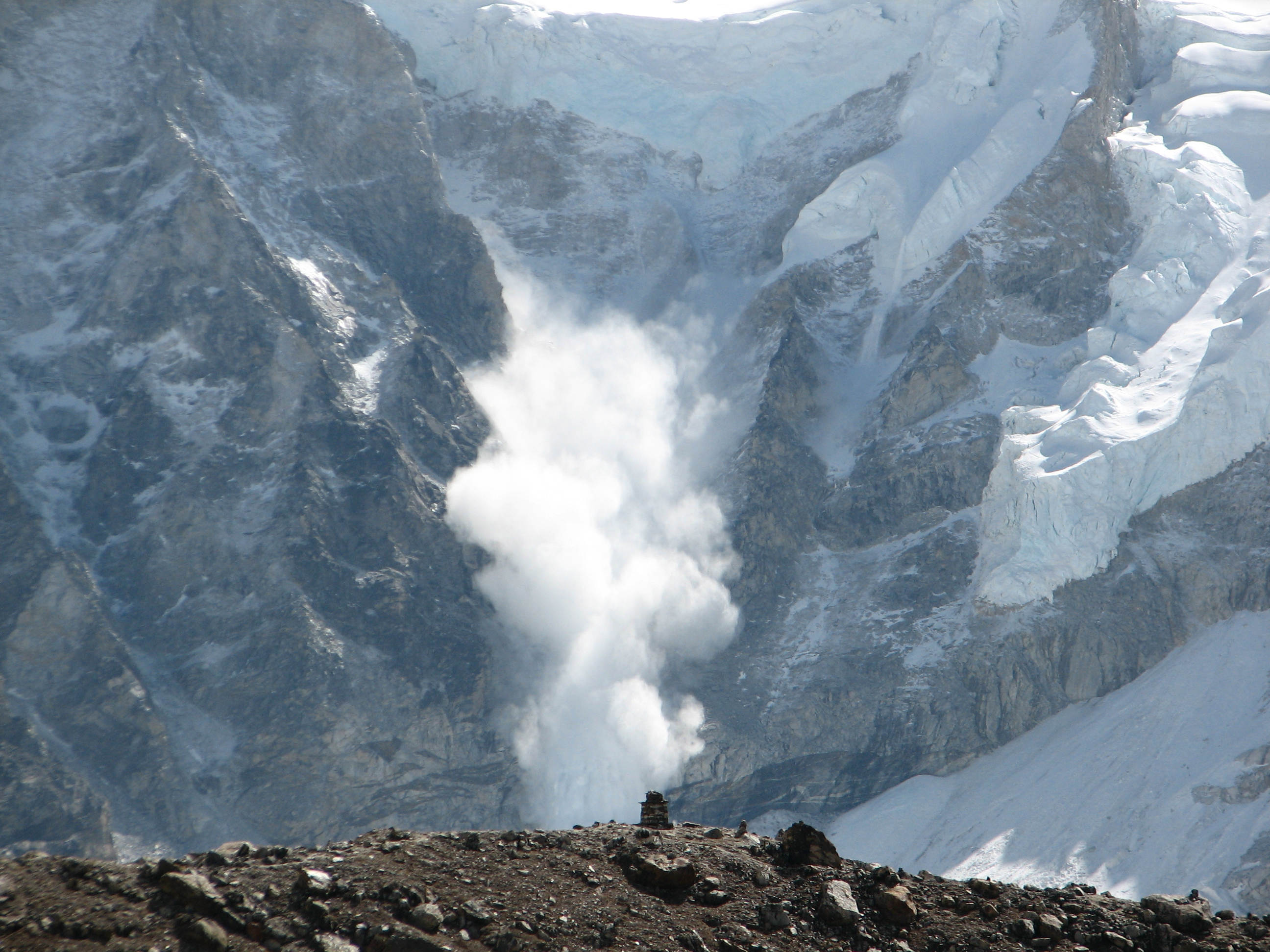
یک بهمن برف پودری درهیمالیا نزدیک کوه اورست

بهمن، ریزش بهمن یا برف‌کوچ جریان سریع توده‌ای از برف است که در سراشیبی تپه‌ها، کوه‌ها و دره‌ها به‌حرکت درمی‌آید و ضمن حرکت به پایین، اغلب برف بیشتری با خود همراه می‌کند. ریزش بهمن می‌تواند در هر کوهی که دارای بارش برف است و در هر فصلی اتفاق بیفتد، هرچند بیشتر بهمن‌ها در زمستان و بهار رخ می‌دهند. در مناطق کوهستانی ریزش بهمن از جدی‌ترین خطرات طبیعی جانی و مالی محسوب شده و تلاش زیادی برای کنترل آن صورت می‌گیرد. بیشتر بهمن‌ها به‌شکل طبیعی فرو می‌ریزند، اما طبق آمارها حدود ۹۰ درصد افرادی که هنگام فعالیت‌های مختلف در کوهستان قربانی بهمن شده‌اند، در بهمنی گرفتار شده‌اند که خود، همراهان یا دیگرانی در نزدیکی آن‌ها در شروعش نقش داشته‌اند.
بهمن‌ها در انواع مختلف خود به‌رغم وجود برخی شباهت‌ها، از جریان گل‌ولای، رانش زمین، لغزش سنگ‌ها و فروریختن یخچال‌ها متمایز هستند. طبقه‌بندی‌های مختلفی برای انواع بهمن بسته به زمینهٔ مورد استفاده از آن وجود دارد. بهمن‌ها را می‌توان با اندازه، پتانسیل تخریب، مکانیسم شروع، ترکیب و پویایی‌شناسی (دینامیک) آن‌ها توصیف کرد.

## شکل‌گیری بهمن
عبارت شکل‌گیری بهمن (یا تشکیل، Formation) ممکن است با عوامل شروع بهمن (یا تحریک، Trigger) تداخل معنایی پیدا کند. به‌همین‌دلیل لازم است تعریفی دقیق و متمایز از این دو صورت گیرد:
«شکل‌گیری بهمن» نیازمند ترکیبی از این عناصر طبیعی است: برف انباشته‌شدهٔ ناپایدار، شیب کافی و شرایط جوی تسهیل‌کننده (به‌نام «عناصر سه‌گانهٔ بهمن» که در ادامهٔ مقاله توضیح داده شده‌اند). بدیهی است بدون وجود ترکیب مناسبی از این سه عامل، بهمنی رخ نخواهد داد.
درصورت وجود شرایط مساعد برای شکل‌گیری بهمن (ترکیب مناسبی از عناصر سه‌گانهٔ بهمن)، «شروع بهمن» (لحظه‌ای که بهمن به‌حرکت درمی‌آید) می‌تواند به یکی از این دو شکل اتفاق بیفتد:
- خودبه‌خودی: صرفاً بر اثر تشدید عوامل طبیعی که می‌تواند یک عامل یا ترکیبی از عوامل باشد؛ شامل افزایش وزن برف (از جمله با بارش تازه یا انباشتِ بیشتر با باد یا بارش باران)، سست‌تر شدن اتصال برف به لایهٔ (بستر) زیرین که اغلب با دگرگونی ساختاری در برف همراه است یا گرم شدن هوا؛
- تحریک به‌وسیلهٔ عوامل بیرونی: شامل عوامل طبیعی (زلزله، ریزش سنگ/یخ، حرکت حیوانات و...) یا عوامل غیرطبیعی/مصنوعی (حرکت اسکی‌بازان، کوهنوردان یا انواع وسائل نقلیه، ازجمله برف‌رو، و انفجارهای کنترل‌شده برای مدیریت بهمن).

بر همین اساس، این واقعیت آماری که حدود ۹۰ درصد قربانیانِ بهمن در کوه گرفتار بهمن خودساخته شده‌اند بدین معناست که شرایط طبیعیِ تشکیل بهمن (ترکیب عناصر سه‌گانه) مهیا بوده، اما شروع بهمن (تحریک یا Trigger آن) نه خودبه‌خودی، بلکه با دخالت عامل انسانی بوده است (از جمله بر اثر نیروی وزن و ضربهٔ ناشی از حرکت در برفِ ناپایدار). به‌بیان‌دیگر، در غیاب عامل انسانی (اسکی‌باز، کوهنورد،...)، بهمن در این شرایط یا با تشدید عوامل طبیعی دیر یا زود به‌شکل خودبه‌خودی فرو می‌ریزد، یا این‌که اساساً تحت تأثیر دیگر عوامل طبیعی، رخدادش به‌تعویق می‌افتد (از جمله افزایش پایداریِ برف با گذر زمان). لذا هر جا که از وقوع بهمن مرگبار یا خطر بالقوهٔ آن صحبت می‌شود، توجه به نقش مجزای عوامل طبیعی و انسانی در شکل‌گیری و تحریک (شروع) آن بسیار مهم است.
در کنار این عوامل شناخته‌شده، آنچه در بسیاری از منابع معتبر به‌عنوان باور غلط دربارهٔ بهمن دانسته می‌شود، تصور وقوع آن بر اثر صوت است. بر خلاف تصور رایج، بهمن‌ها با صوت متعارف (از جمله صدای انسان) شروع نمی‌شوند. فشار ناشی از امواج صوت به‌اندازه‌ای نیست که بتواند باعث تحریک (شروع) بهمن شود؛ مگر صداهای بسیار بلند، مثلاً ناشی از انفجار در فاصله‌ای نزدیک. باورهای غلطی از این دست می‌توانند اثرات مخربی داشته باشند، از جمله این‌که افراد به‌جای استفاده از منابع معتبر و علمی برای شناختن شرایط اصلی و عوامل واقعی مؤثر در تشکیل و شروع بهمن و کسب دانش عملی لازم برای پرهیز از آن، این پدیدهٔ پیچیده را ساده‌سازی کنند و عوامل وقوع بهمن‌های مرگبار را به مثلاً عدم سکوت افراد در زمان حادثه یا موارد فرعی و کم‌اهمیتی از این دست تقلیل دهند.
نکتهٔ مهم دیگر، توجه به تفاوت‌ها در عامل انسانیِ وقوع بهمن بین کشورها و مناطق مختلف است. اکثر افرادی که در کوه‌های مناطقی چون آلپ، نروژ و آمریکای شمالی درگیر بهمن می‌شوند، اسکی‌بازان هستند (به‌ویژه در شاخهٔ کوهنوردی با اسکی یا اسکی‌تورینگ). این افراد معمولاً آموزش‌های لازم را در زمینهٔ شناخت بهمن و نجات از آن گذرانده‌اند و تجهیزات ضروری نجات از بهمن را نیز به‌همراه دارند. به‌علاوه، سرعت حرکت بالا می‌تواند شانس اسکی‌باز را برای فرار از بهمن (یا دست‌کم درگیری کمتر با آن) افزایش دهد. حال‌آن‌که در مناطقی مانند ایران، تعداد اسکی‌بازانی که از دانش و تجهیزات ویژهٔ بهمن برخوردارند در مقابل انبوه افرادی که در شرایط برفی به کوهستان می‌روند بسیار ناچیز است. حرکت معمولاً کند کوهنوردان که اغلب با برف‌کوبی همراه است، می‌تواند درجهٔ تأثیر عامل انسانی در شروع بهمن و احتمال گرفتارشدن در آن را به‌شدت بالا ببرد (برف‌کوبی باعث ضربه و فشار مکرر و ایجاد گسیختگی عمیق در برف و تضعیف تکیه‌گاه آن می‌شود؛ شیوه‌ای که در بسیاری از مناطق کنارگذاشته شده یا دست‌کم با استفاده از کفش برف جایگزین شده است). در چنین شرایطی، شناسایی مسیرهای ایمنِ زمستانی و پرهیز از مناطق و مسیرهای مستعد بهمن، اهمیتی دوچندان پیدا می‌کند.

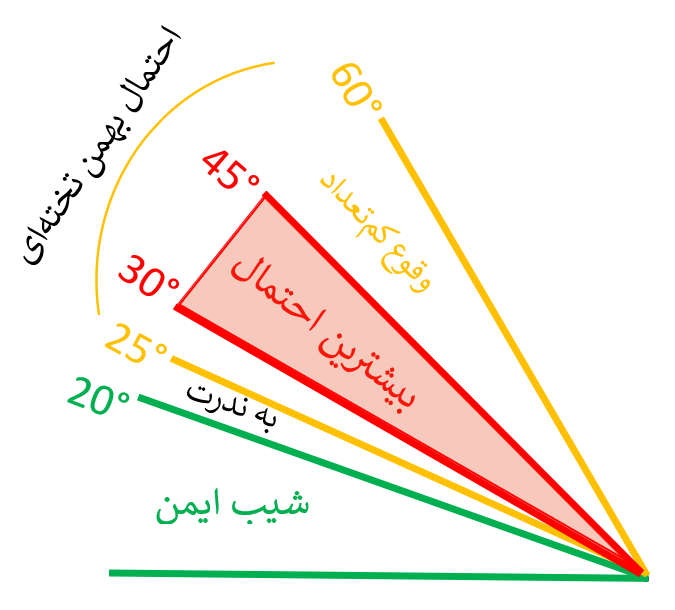
شیب‌های مختلف از لحاظ احتمال شروع بهمن در آن‌ها. برگرفته از وبسایت هشدار بهمن کانادا:

### شیب مستعد بهمن و مسیر حرکت آن
در اغلب موارد، نقطهٔ شروع بهمن جایی در شیب‌های ۳۰ تا ۴۵ درجه است. مسیری که بهمن طی می‌کند به نوع برف، درجهٔ شیب و حجم برف (و هوا و یخ) موجود در تودهٔ آن بستگی دارد. پایین‌تر از منطقهٔ شروع بهمن، محدوده‌ای است که رد یا مسیر بهمن (Track) نامیده شده و معمولاً شیبی در حدود ۳۰ تا ۲۰ درجه دارد. آخرین مقطع از مسیر بهمن (در منابع انگلیسی موسوم به Runout) جایی است که معمولاً شیب به کمتر از ۲۰ درجه می‌رسد و بهمن در آن کند شده و در نهایت متوقف می‌شود.

این درجه‌بندی شیب‌ها، مقاطع سه‌گانهٔ مسیر بهمن و طول و عرض آن‌ها، مشخصه‌های ثابتی نیستند و از بهمنی به بهمن دیگر متفاوتند؛ چرا که هر بهمن بسته به‌میزان پایداری تودهٔ برفی که از آن ایجاد شده و نیز عواملی که در وقوعش مؤثر بوده‌اند (محیطی، طبیعی، انسانی،...) منحصربه‌فرد است. 

مثالی از شیب بهمن‌گیر معمول در کوه و مسیری که بهمن طی می‌کند: شامل مناطق شروع (start)، رد (track) و توقف (runout). منبع: [https://avalanche.ca/ /avalanche.ca/

شناخت هرچه بیشتر مسیر طی‌شده و به‌ویژه بُردِ نهایی بهمن چنان اهمیت بالایی دارد که چندین پایان‌نامهٔ علمی تا سطح دکترا در کشورهای مختلف با این موضوع انجام شده است. زاویه‌ای که بالای نقطهٔ (یا محدودهٔ) شروع بهمن را به نقطهٔ توقف آن وصل می‌کند -در منابع علمی معروف به زاویهٔ آلفا (α)- از جمله متغیرهای مهم این مطالعات است که مشخص می‌کند مناطق پایین‌دست کوه تا کجا ایمن و بیرون از محدودهٔ متأثر از بهمن هستند. این زاویه برای بهمن‌های متعارف و معمول چیزی حدود ۲۲ درجه و برای بهمن‌های بسیار بزرگ (معمولاً با دورهٔ بازگشت صدساله) حدود ۱۹ درجه درنظرگرفته شده است. بر این اساس می‌توان با استفاده از نقشه‌های توپوگرافی، دامنهٔ خطر درگیرشدن با بهمن در پایین‌دستِ شیب‌های مستعد بهمن را برآورد کرد، که این خود در شناسایی نقاط امن برای ایجاد زیرساخت‌ها در مناطق کوهستانی و همین‌طور اجرای ایمن برنامه‌های کوه و اسکی اهمیت حیاتی دارد. بسیاری از مسیرهای کوهپیمایی نه لزوماً روی شیب‌های مستعد بهمن، که با فواصل مختلفی از زیر آن‌ها عبور می‌کنند. درصورت وقوع بهمن در شیب‌های بالادست، این مسیرها و پاکوب‌های به‌ظاهر ایمن، بسته به نوع و بزرگی بهمن می‌توانند در مسیر حرکت آن قرار گیرند.

## شناسایی خطر بهمن
(خلاصه‌ای مختصر و مفید دربارهٔ شناخت خطرات بهمن را در «کارت بهمن» پیوست‌شده در انتهای مقاله ببینید)
هنگام پاگذاشتن به کوهستان در شرایط برفی، شناسایی و ارزیابی خطر بهمن اهمیتی حیاتی دارد. این کار به‌ویژه در مناطقی مانند ایران که فاقد سامانهٔ هشدار بهمن هستند دوچندان مهم است. مجموعه عواملی که باعث ناپایداری برف در شیب‌های مستعد بهمن می‌شوند (به‌عنوان علائمی که زنگ خطر را به‌صدا درمی‌آورند) و نوع بهمنی که از هرکدام انتظار می‌رود در منابع انگلیسی تحت عنوان Avalanche Problems توضیح داده شده‌اند. مرکز هشدار بهمن اروپا این علائم را به پنج گروه اصلی دسته‌بندی کرده که هرکدام شامل توصیفی از این موارد است:
- نوع (شکل) ناپایداری در برف به‌همراه نوع بهمن مورد انتظار و محرک‌های معمول آن؛
- نحوهٔ توزیع برف ناپایدار روی شیب‌ها و موقعیت لایهٔ ضعیف در برف انباشته‌شده؛
- مکانیسم شروع (تحریک) بهمن و بزرگی (دامنهٔ) آن؛
- شرح مدت زمان تداوم خطر (یا دوره‌های زمانی معمول آن)؛
- و درنهایت، توصیه‌ها برای افرادی که در این شرایط به کوهستان می‌روند.

این خطرات (یا علائم پنج‌گانهٔ بهمن، Avalanche Problems) در جدول زیر خلاصه شده‌اند (مطابق با آخرین به‌روزرسانی، ژانویه ۲۰۲۵). عناوین و اصطلاحاتی که نیاز به توضیح دارند در ادامهٔ مقاله شرح داده شده‌اند (مانند انواع بهمن). علامت گرافیکی مختص هر یک از موارد پنج‌گانه در این جدول گنجانده شده بود که ظاهراً به‌دلیل قوانین کپی‌رایت ویکی‌پدیا حذف شده‌اند. این علائم را می‌توانید اینجا: https://www.avalanches.org/standards/avalanche-problems/ یا در «کارت بهمن» پیوست‌شده در انتهای مقاله ببینید.
| ۱- برف تازه این خطر به برف درحال بارش و برفی که تازه باریده مرتبط است. خود برف تازه و افزایش باری که روی برف انباشته‌شدهٔ پیشین وارد می‌آید می‌تواند باعث وقوع بهمن شود، و این به عواملی چون آب‌وهوا، باد و مشخصات سطح برف قدیمی بستگی دارد (می‌تواند در ترکیب با خطر لایۀ ضعیف ماندگار باشد، توضیح در ادامه). خطر ریزش بهمن‌های تخته‌ای خشک و بهمن‌های برف سست خشک، هم به‌شکل خودبه‌خودی و هم با تحریکِ عامل بیرونی وجود دارد (حرکت اسکی‌باز، کوهنورد،... حتی با فاصله و از راه دور = remote triggering). خطر معمولاً توزیعی گسترده دارد و شیب‌ها در تمام جهات را دربرمی‌گیرد. تشخیص برف تازه نسبتاً آسان است، چرا که بارش معمولاً کل منطقه را پوشش می‌دهد، اما شناسایی خطر ناشی از آن می‌تواند بسیار دشوار باشد. به مقدار برف تازه و آثار بهمن‌های احتمالی اخیر توجه کنید. هنگام بارش برف و تا چند روز پس از آن، تا زمانی که لایهٔ جدید برف پایدار شود، از مسیرهای پرشیب و مناطقی که سابقهٔ ریزش بهمن دارند پرهیز کنید. این خطر را که فرد به همراه بهمن برف سست خشک (حتی در اندازۀ جزئی یا کوچک) به سمت نقاط خطرناک (مانند صخره یا پرتگاه) کشیده شود درنظر بگیرید. |
| ۲- لایۀ برف (تختۀ برف) شکل‌گرفته بر اثر باد (Wind slab) هم برف درحال بارش و هم برفی که پیشتر باریده است به‌وسیلۀ باد جابه‌جا می‌شود، روی لایه‌های نزدیک به سطح نشست می‌کند و به‌شکل لایه‌ای (تخته یا صفحه‌ای) نسبتاً منسجم درمی‌آید. خطر بهمن‌های تخته‌ای خشک، حتی با اندازهٔ بزرگ وجود دارد؛ هم با ریزش خودبه‌خودی و هم با تحریک عامل بیرونی. نواحی خطرناک معمولاً توزیعی پراکنده دارند، اما اغلب در سمت بادپناه شکل می‌گیرند (سمتی که رو به وزش باد نیست): پشت لبۀ یال‌ها (سمتِ بادپناه)، داخل دهلیزها (دره‌های کوچک)، لبۀ خط‌الرأس، پشت گودی‌ها، شکاف‌ها، صخره‌ها و جاهایی که شیب ناگهان تغییر می‌کند (درکل، هر مانعی در مسیر باد که باعث تغییر در سرعت باد و درنتیجه انباشت برف در سمتِ کم‌سرعت می‌شود). هم خودِ لایۀ (تختۀ) برفِ شکل‌گرفته از باد و هم افزایش باری که روی لایه‌های پیشین وارد می‌آورد، مستعد تحریک‌شدن و ایجاد بهمن است (در ترکیب با خطر لایۀ ضعیف ماندگار، توضیح در ادامه). تشکیل تختۀ برفِ ناپایدار بر اثر باد می‌تواند بسیار سریع باشد و خطر آن در طول وزش باد ادامه می‌یابد و معمولاً طی چند روز پس از طوفان رو به پایدارشدن می‌گذارد. تشخیص این خطر اگر زیر برف جدید مدفون نشده باشد، با آموزش و دید خوب میسر است؛ هرچند تخمین قدمت لایۀ برف (و میزان پایداری آن) اغلب دشوار است. این نوع خطر بهمن معمولاً دست‌کم گرفته می‌شود، به‌ویژه در ارتفاعات بالا و معمولاً در معرض بادهای شدید که در آن‌ها برف چندانی روی بسیاری از نقاط و مسیرها دیده نمی‌شود، درحالی‌که به فاصلۀ کمی از آن‌ها مقدار زیادی برف انباشته شده است (بنا به تحقیقی در این مورد، عمق انباشت برف بر اثر باد می‌تواند تا پنج برابر عمق برف تازه باریده باشد، مثلاً تا نیم متر به ازای ده سانتی‌متر بارش برف). این علائم را در نظر بگیرید: وزش و جهت باد، برف شکل‌گرفته (قوام‌یافته) در یک جهت، نشست نامنظم برف (جاهایی که عمق برف ناگهان زیاد می‌شود یا در مجاورت برف سفت، برف نرم وجود دارد)، آثار احتمالی بهمن‌های اخیر و گاهی اوقات شکستگی‌ها یا فرونشست ناگهانی در برف. از شیب‌ها و مسیرهای مستعد بهمن که در آن‌ها باد اخیراً باعث تجمع برف شده پرهیز کنید. سمت بادپناهِ یال‌ها و داخل دهلیزها را به‌طور مستمر ارزیابی کنید. مراقب نقاب برفی باشید. |
| ۳- لایهٔ ضعیف ماندگار (قدیمی) در میان برف انباشته‌شده (Persistent weak layer) یک یا چند لایهٔ ضعیف (اغلب از برف قدیمی و زیر لایه‌های بالایی) که در لابه‌لای تودهٔ برف ماندگار شده، خطر بهمن‌های تخته‌ای برف خشک تا اندازه‌های بسیار بزرگ را ایجاد می‌کند (پرتلفات‌ترین نوع بهمن). لایهٔ ضعیف می‌تواند ضخامتی متنوع، توزیعی گسترده روی شیب‌ها در تمام جهات و ماندگاری تا چندین هفته یا حتی چند ماه داشته باشد (هرچند خطر در شیب‌های سایه‌دار و بادپناه بیشتر است). واردآمدن بارِ اضافی روی برف موقعی که از پیوستگی لایهٔ ضعیف فراتر رود (معمولاً حرکت اسکی‌باز یا کوهنورد، حتی با فاصله و از راه دور)، باعث حرکت (لغزش) لایهٔ (یا لایه‌های) بالایی شده و منجر به بهمن تخته‌ای می‌شود. شناسایی این بهمن پیچیده است. سابقهٔ بارش‌ها در منطقه را در نظر بگیرید (مثلاً مدتی پس از یک برف خفیف در هوای سرد، یک یا چند نوبت برف سنگین آن را پوشانده است). فرونشست مساحتی از برف و شنیدن صدایی شبیه «ووومپ» زیر پایتان می‌تواند یک زنگ خطر باشد (نشانه‌ای از شکسته‌شدن لایۀ/لایه‌های رویی و تخلیهٔ هوای بین لایه‌ها). تست پروفایل (سطح مقطع) برف شاید بتواند لایهٔ ضعیف را آشکار کند، اما نباید به یک تست اکتفا کرد. اگر متوجه وجود لایه‌ای ضعیف در پروفایل برف شدید، از شیب‌ها و مسیرهای مستعد بهمن پرهیز کنید. شیب‌های تند و طولانی عواقب درگیری احتمالی با این نوع بهمن را بالا می‌برد (افزایش حجم و عمق بهمن). مراقب مناطقی باشید که لایه‌ای هرچند نازک از برف منسجم شکل گرفته است و همین‌طور جاهایی که عمق این لایۀ برف به‌ناگاه زیاد می‌شود (در ترکیب با دو خطر بهمن پیشین). |
| ۴- دمای بالا - برف خیس برف انباشته‌شده تحت تأثیر باران یا ذوب‌شدن، خیس و درنتیجه ضعیف می‌شود. خطر بهمن تخته‌ای و بهمن برف سست، اغلب با ریزش خودبه‌خودی وجود دارد. باران بر شیب‌ها در تمام جهات اثر می‌گذارد، درحالی‌که تأثیر نور خورشید به ارتفاع و جهت شیب بستگی دارد (تأثیر بیشتر بر دامنه‌های جنوبی). احتمال ریزش خودبه‌خودی بهمن در ساعاتی از روز که آفتابِ شدیدتر و دمای بالاتری دارد بیشتر است (معمولاً در بعدازظهرها نسبت به صبح)؛ هرچند درصورت بارش شبانهٔ باران، خطر در صبح نیز قابل‌توجه است. خطر معمولاً چندین ساعت به‌طول می‌انجامد؛ اما بسته به شرایط آب‌وهوایی می‌تواند برای روزها ادامه یابد. اگر باران می‌بارد یا دمای برف به‌سرعت افزایش پیدا کرده است (خیس و شل شدن برف عمیق)، مراقب شیب‌های مستعد بهمن باشید. |
| ۵- برفی که روی سطح لغزنده رها می‌شود (Gliding snow) کل ضخامت برف روی سطحی صاف و لغزنده (مثلا سنگ یکپارچه یا چمن) رهاشده و سُرمی‌خورد. خطر بهمن تخته‌ای، اغلب خودبه‌خودی، هم با برف خشک و سرد (اغلب روی شیب‌های خیلی تند که امکان انباشت زیاد برف روی آن‌ها وجود ندارد) و هم با برف مرطوب در دمای صفر درجهٔ سانتی‌گراد وجود دارد. بهمن معمولاً با اندازهٔ کوچک تا متوسط و روی شیب‌ها در تمام جهات محتمل است؛ هرچند در ارتفاعات کم و متوسط اغلب در دامنه‌های چمنزار و معمولاً روی شیب‌های جنوبی رخ می‌دهد. خطر در هر زمانی از روز وجود دارد و ممکن است برای چند روز تا چند هفته ادامه یابد. این بهمن به‌شکل طبیعی (خودبه‌خودی) ریزش می‌کند و پیش‌بینی وقوع آن دشوار است. گاهی اوقات ترک‌ها در سطح تودهٔ برف پیش از جدایش و رهاشدن بهمن دیده می‌شوند. |

در کنار این خطرات و علائم پنج‌گانۀ اصلی، مرکز هشدار بهمن اروپا دو خطر دیگر را هم به عنوان خطرات اختیاری بهمن (optional avalanche problems) برشمرده است تا به ارزیابی کلی افراد از خطر بهمن کمک کند. این دو مورد می‌تواند برای نشان دادن واضح‌تر وضعیت خطر در یک منطقۀ جغرافیایی خاص یا در مناطقی که تحت تأثیر عوامل توپوگرافی و آب‌وهوایی منحصربه‌فرد هستند استفاده شود:
- نقاب برفی: شکلی از انباشت برف بر اثر باد که اغلب حالت آویزان دارد (زیر آن خالی است). ریزش نقاب برفی می‌تواند باعث تحریک انواع مختلف بهمن شود (برف تازه، لایۀ شکل‌گرفته با باد، لایۀ ضعیف ماندگار یا حتی برف خیس در شیب‌های تند). نقاب برفی اعلب در سمت بادپناه خط‌الرأس، لبه‌ها و یال‌های در معرض وزش باد شکل می‌گیرد و در آن، قسمت‌های نزدیک‌تر به لبۀ نقاب ناپایدارتر است. معمولاً ریزش خودبه‌خودی نقاب برفی یا در حین طوفان برف بر اثر افزایش حجم و ناپایداری آن اتفاق می‌افتد، یا بر اثر افزایش دما و بارش باران. خطر نقاب برفی پس از شکل‌گیری می‌تواند تمام زمستان تا بهار دوام یابد. تشخیص نقاب برفی معمولاً آسان است، اما تشخیص اندازه و پایداری آن و اینکه در چه فاصله‌ای از لبۀ آن می‌تواند فروبریزد دشوار است (به‌ویژه هنگام ایستادن روی نقاب برفی). از حرکت روی نقاب برفی یا زیر آن پرهیز کنید، خصوصاً در دوره‌های بارش برف و نیز شروع افزایش دما.
- خطر بهمن نامشخص: این مورد یک خطر مشخص بهمن نیست و الگوی واضحی برای شناخت و کاهش عواقب آن وجود ندارد. فقدان یا عدم تشخیص هیچ‌کدام از خطراتی که در بالا برشمرده شده‌اند نباید به‌عنوان شرایط ایمن درنظرگرفته شود. هرنوع بهمنی در شرایط برفی کوهستان امکان‌پذیر است. همواره محتاط باشید.

## اجرای ایمن‌تر برنامه‌های کوه در شرایط برفی
'(خلاصه‌ای مختصر و مفید را در «کارت بهمن» پیوست‌شده در انتهای مقاله ببینید)'
برای ایمنی هرچه بیشتر خود و همراهانتان در برنامه‌های کوه (و اسکی) در شرایط برفی، کار شناسایی، ارزیابی و مدیریت ریسکِ مواجهه با بهمن باید در تمام مراحل برنامه به‌طور پیوسته انجام گیرد. در این بخش تلاش شده است نمونه‌ای گام‌به‌گام از این عملیات ارائه گردد. توضیح ضروری این‌که پیش‌فرض نگارش این بخش، مجهزبودن تمام افرادِ تیم به دانش و وسایل ضروری نجات از بهمن در صورت وجود هرگونه احتمال مواجهه با آن است. به‌علاوه، رویکرد کلی در نگارش این بخش (و کل مقاله) محافظه‌کارانه بوده است تا کمکی باشد برای به‌حداقل‌رساندن خطر درگیرشدن با بهمن. برای مثال، در چند جا هشدار داده شده است که باید از مسیرهای با سابقۀ ریزش بهمن پرهیز کرد. این درحالی‌است که به‌شرط داشتن دانش و مهارت لازم برای تشخیص خطر بهمن، از قبیل شناخت برف و انجام تست‌های میدانی، بسیاری از برنامه‌های کوه و اسکی در مناطق و مسیرهایی انجام می‌شوند که دارای سابقۀ ریزش بهمن هستند. لذا درخواست نگارنده این است که چنانچه دوره‌های تخصصی شناخت بهمن و نجات از آن را نگذرانده‌اید، تمرین عملی مداوم نداشته‌اید و تجهیزات مخصوص آن را همراه ندارید، همین رویکرد احتیاط‌آمیز را برای طراحی و اجرای برنامه در شرایط برفی اتخاذ کنید.

### گام اول، طراحی و برنامه‌ریزی
برنامه‌ریزی بخشی اساسی از ارزیابی ریسک و سنگ‌بنای یک برنامهٔ ایمن است. بین عوامل متعددی که در طراحی برنامه و انتخاب منطقه و مسیر آن باید درنظر گرفت، درجهٔ خطر اعلام شده ازجانب سامانهٔ هشدار بهمن (در کشورها و مناطق مجهز به آن) مهم‌ترین عاملی است که تعیین می‌کند کدام مناطق از چه میزان ایمنی نسبی برای اجرای برنامه برخوردارند. عوامل مهم دیگر شامل وضعیت آب‌وهوا، مسیر برنامه، نفرات تیم، چالش‌های اصلی، زمان‌بندی و تجهیزات هستند که به‌شکل مجزا و نیز در ترکیب با هم بر طراحی برنامه اثر می‌گذارند. در اینجا سه عامل مهم توضیح داده می‌شود.

بهمن در قسمت برآمده (محدب) شیب_Convex Slope Avalanche. منبع: avalanche.ca/glossary

#### ۱. نقشهٔ منطقه
این موارد را روی نقشهٔ منطقه بررسی کرده و در انتخاب مسیر لحاظ کنید:
- شیب‌های مستعد بهمن (۳۰ تا ۴۵–۵۰ درجه)؛
- محدوده‌ای که بهمن احتمالی طی خواهد کرد؛
- شکل و عوارض زمین و عوامل طبیعی که می‌توانند تبعات بهمن را جدی‌تر کنند (مثل صخره‌ها، پرتگاه و درخت در مسیر بهمن احتمالی).

نتیجهٔ این بررسی باید تعیین مسیر صعود و فرودی باشد که در آن‌ها از موارد زیر تا حد امکان پرهیز شده است (همین‌طور مسیر جایگزین، درصورت لزوم):
- نقاط و مسیرهایی که سابقهٔ ریزش بهمن دارند (یا قرار داشتن در مسیر آن)؛
- برش‌دادن برف در شیب‌های مستعد بهمن (حذف یا تضعیف تکیه‌گاه فیزیکی برف انباشته‌شده)؛
- عبور از قسمت‌های محدب (برآمدگی‌ها) روی شیب‌ها (جایی که برف تحت کشش است و زاویهٔ شیب به‌شکل مقطعی زیاد می‌شود)؛
- عبور از مناطقی که فرد را در معرض عوارض خطرناک زمین قرار می‌دهد (از جنبهٔ افزایش تبعات بهمن احتمالی).

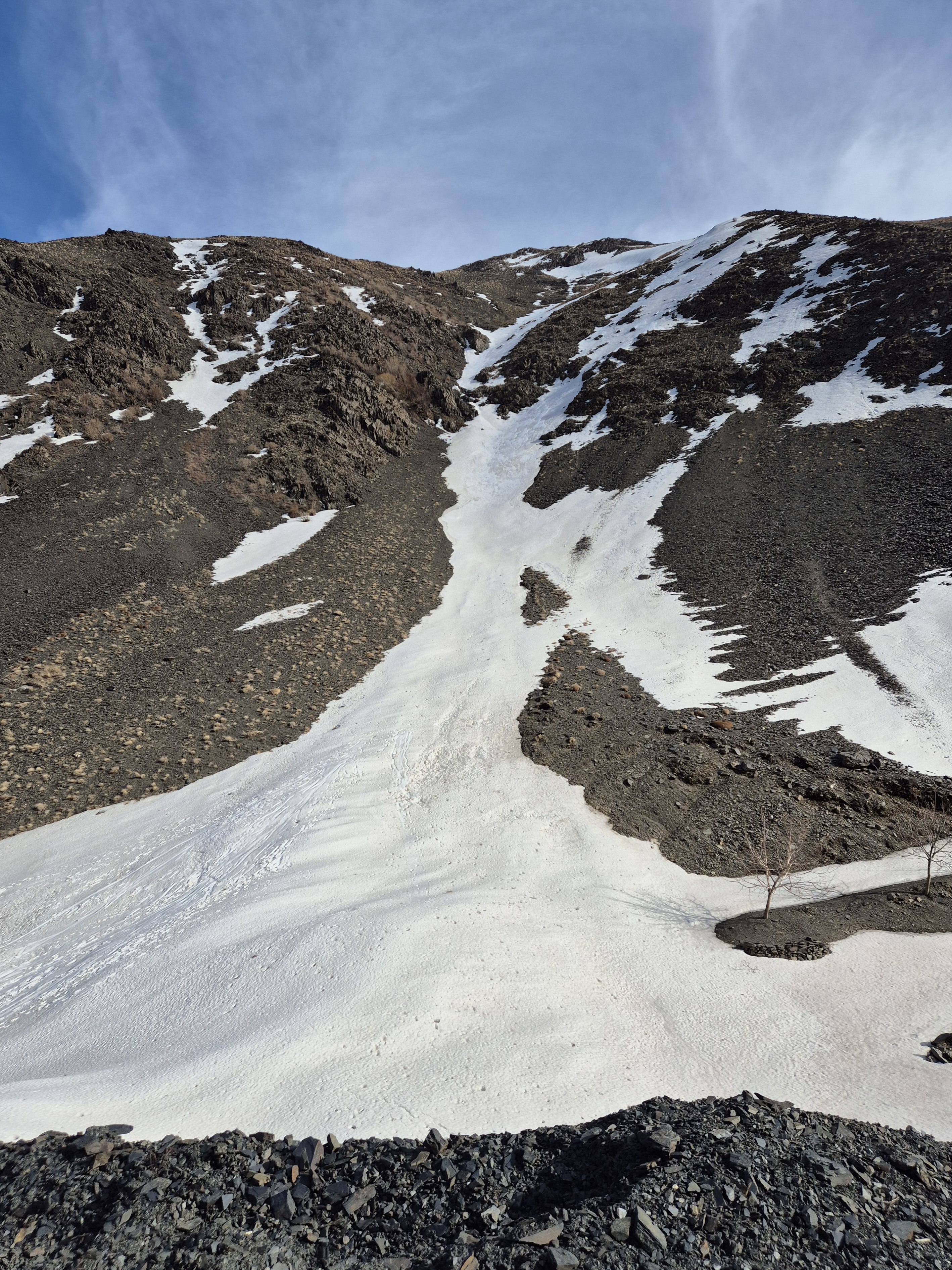
نمونه‌ای بسیار معمول (typical) از یک دهلیز در کوه و شیب‌های تند آن که مستعد بهمن هستند. ارتفاع بین ۳۰۰۰ تا ۲۵۰۰ متری رشته‌کوه بیناود، منطقهٔ شیرباد در نزدیکی مشهد، فروردین ۱۴۰۳. جهت شیب‌ها شمالی-شمال‌غربی است و عمدهٔ برفی که باعث شروع بهمن در بالای دهلیز شده با وزش باد انباشته می‌شود. شیب پایین‌دست تا داخل دره در مسیر ریزش بهمن قرار دارد، اما لبهٔ یال‌ها خارج از محدودهٔ شروع و حرکت بهمن است.

به‌طور کلی: حرکت روی لبهٔ یال‌ها از تراورس‌کردن شیب‌ها (عبور از عرض شیب‌ها) ایمن‌تر است.
ابزارهای موجود:
- وبسایت‌ها و اپلیکیشن‌هایی که درجهٔ شیب را نشان می‌دهند (در اینترنت جستجو کنید). مثال: نقشهٔ موجود در وبسایت و اپلیکیشن Strava (پیشتر، اپلیکیشن FATMAP درجۀ شیب را در نقشهٔ بهمن خود نشان می‌داد. FATMAP از اواسط سال ۲۰۲۴ به مالکیت Strava درآمده است و نقشۀ بهمن آن نیز در Strava ادغام شده که برای دسترسی به آن لازم است حساب کاربری داشته باشید)؛
- نقشهٔ توپوگرافی به‌همراه مقیاس سنجش شیب (همراه خود ببرید. نمونه‌ای از مقیاس شیب برای نقشۀ توپوگرافی ۱ به ۵۰ هزار را در «کارت بهمن» پیوست در انتهای مقاله ببینید. توجه: کارت باید در اندازۀ اصلی خود، default، چاپ شود).
- ابزارها و روش‌هایی برای سنجش شیب در محل وجود دارند که لازم است دربارۀ روش استفاده و دقت آن‌ها اطلاعات لازم را کسب کنید. مثال: شیب‌سنج عقربه‌ای (معمولاً ادغام شده با قطب‌نما)، شیب‌سنج دیجیتال قابل اتصال به باتوم کوه و نیز روشی عملی برای تخمین درجۀ شیب با استفاده از دو عدد باتوم هم‌اندازه.[۱۵]

#### ۲. آب‌وهوا
پیش‌بینی هوا شامل مقدار و نوع بارش، دما و وزش باد را برای روز برنامه و چند روز پیش از آن درنظر بگیرید (همین‌طور میزان دید افقی در روز برنامه). وبسایت‌هایی نظیر mountain-forecast.com و yr.no معمولاً مراجع خوبی هستند. همواره درجه‌ای از خطا را برای پیش‌بینی هوا (به‌ویژه تغییرات ساعتی آن) لحاظ کنید.

#### ۳. گروه
دانش، مهارت و تجهیزات افراد برای مواجهه با بهمن احتمالی عامل تعیین‌کننده‌ای در انتخاب نوع برنامه و پیچیدگی مسیر است. اگر احتمال عبور از نقاط مستعد بهمن وجود دارد، تعداد نفرات گروه را محدود کنید و از مهارت همهٔ افراد در استفاده از تجهیزات ویژهٔ جستجو و نجات بهمن مطمئن شوید.

### گام دوم: ارزیابی منطقه و گروه در روز برنامه
هرآنچه از پیش انتظار داشته‌اید را در روز برنامه و هنگام ورود به منطقه بررسی کنید. آیا موردی هست که نسبت به زمان برنامه‌ریزی متفاوت باشد؟ شامل: مسیر صعود و فرود، وضعیت آب‌وهوا، بارش‌های احتمالی، شیب مستعد بهمن، عوامل طبیعی خطرزا، شرایط گروه و تجهیزات همراه. خطرات (یا علائم) پنج‌گانهٔ بهمن را ارزیابی کنید. شرایط و منطقه، به‌ویژه تغییرات لحظه‌ای را دائماً زیرنظر داشته باشید. غافل‌گیری در ادامهٔ برنامه را به حداقل برسانید و اگر لازم است همین حالا تغییرات ضروری را اعمال کنید. پیش از حرکت، دستگاه زنده‌یاب همدیگر را چک کنید (ترنسیور بهمن، توضیح در ادامه).

### گام سوم: ارزیابی هر بخش از مسیر؛ انتخاب‌های حیاتی
باتمرکز و هشیار باشید. شرایط برف، مسیر، نفرات گروه، آب‌وهوا و زمان‌بندی را به‌طور مستمر ارزیابی کنید. هر مورد غیرمنتظره‌ای نیازمند ارزیابی و تصمیم‌گیری صحیح در لحظه است که برای انجامش، بسته به موقعیت، باید موارد مختلفی لحاظ شوند:
- آیا زنگ خطرهای بهمن وجود دارند؟ (علائم پنج‌گانهٔ بهمن، Avalanche Problems)
- آیا مسیر مستعد بهمن است (شیب بالای ۳۰ درجه) یا در محدودهٔ حرکت بهمن قرار دارد؟
- آیا شما و سایر افراد گروه می‌توانید بهمن احتمالی در این مسیر را مدیریت کنید؟

چنانچه هرگونه احتمالی برای مواجهه با بهمن وجود دارد، انجام این موارد حیاتی است:
- با همدیگر به‌طور مؤثر در ارتباط باشید؛
- از نقاط و مسیرهای مستعد بهمن یک‌به‌یک عبور کنید؛
- همدیگر را در طول مسیر مدام زیر نظر بگیرید؛
- درصورت نیاز به توقف، فقط در مکان‌های امن از حرکت بایستید.

توجه: آیا نسبت به مسیر مطمئن نیستید یا حس خوبی ندارید؟ حتماً با اعضای گروه در میان بگذارید تا درصورت لزوم مسیر جدیدی پیدا کنید یا این‌که اساساً برگردید.
اگر به‌هر دلیلی (از جمله گم‌کردن مسیر در مه یا تاریکی) از مسیر ایمن بیرون افتاده و به شیبی برخوردید که در آن بر اساس علائم (خطرات) پنج‌گانه و سایر ارزیابی‌هایی که انجام داده‌اید، احتمال وقوع بهمن (یا قرارگرفتن در مسیرش) وجود دارد، عبور از این شیب باید آخرین گزینهٔ ممکن باشد. در چنین موقعیتی لازم است خطر را تا جای ممکن کاهش دهید که در رأس آن عبور سریع و تک‌به‌تک افراد از محدودهٔ مستعد بهمن در کوتاه‌ترین مسیر ممکن است. مثلاً اگر هنگام کوهنوردی به‌ناچار باید از دهلیزی که برف ناپایدار در آن انباشته‌شده عبور کنید، افراد باید یک‌به‌یک عرض دهلیز را به‌سرعت پیموده (اصطلاحا تراورس کرده) و خود را به‌جای ایمن (معمولاً لبهٔ یال) برسانند.

## تجهیزات امداد و نجات بهمن

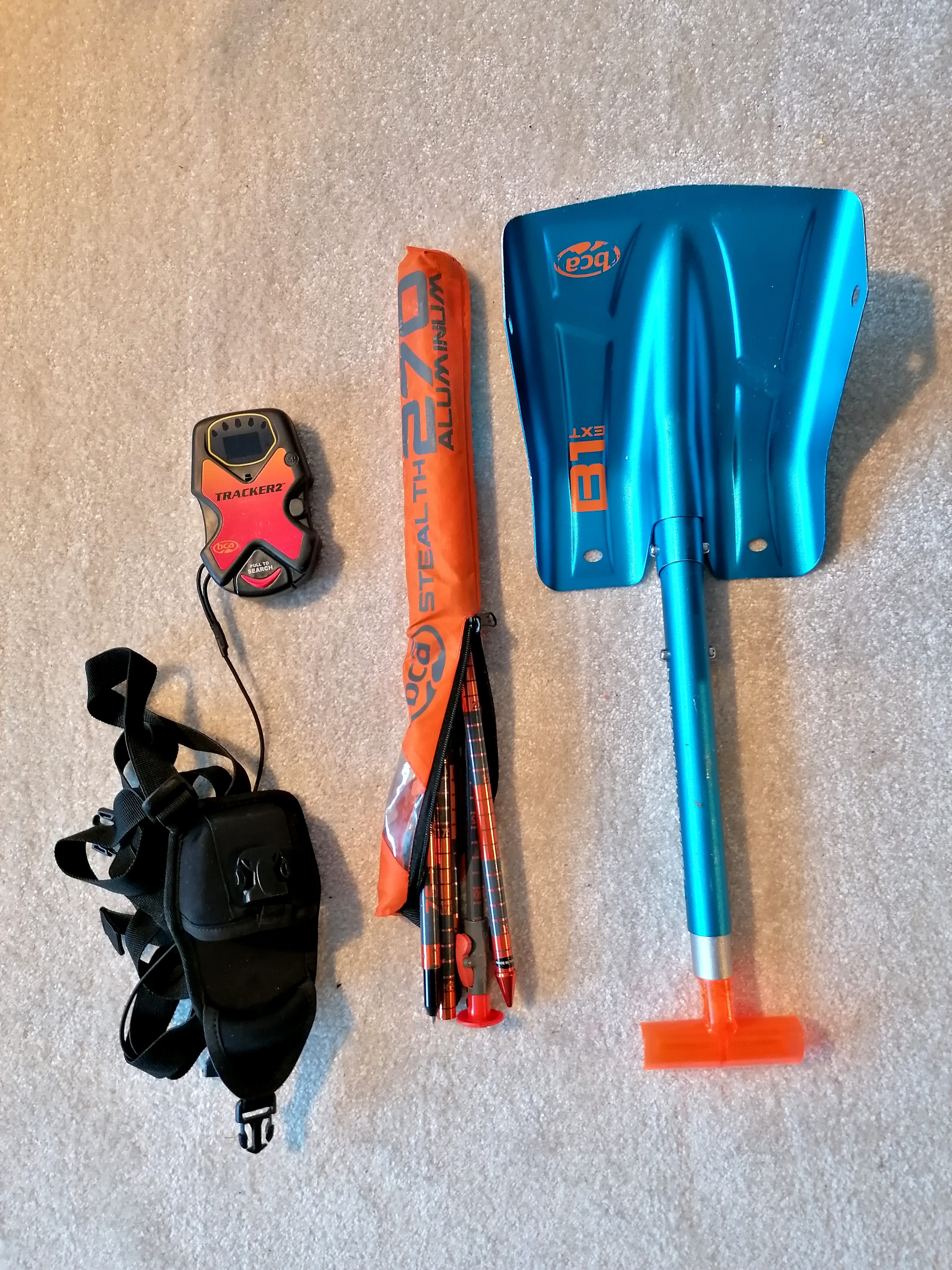
سِت جستجو و نجات بهمن. از راست به چپ: بیل، میل سونداژ (هر دو در حالت جمع شده)، ترنسیور (که به‌همین شکل، خارج از کیف حمل آن باید استفاده شود).

از اوایل قرن بیستم - ابتدا در آلمان و آمریکا - استفاده از طناب بهمن (یا نخ بهمن، avalanche cord) برای نجات فرد گرفتار در بهمن رایج شد. ایده ساده بود: طنابی قرمزرنگ به‌طول تقریبی ۱۵ متر به کمر شخص وصل می‌شود. اگر فردی درحال اسکی یا کوهنوردی زیر بهمن برود، بخشی از طناب روی برف می‌ماند و دیگران را به‌سمت فرد هدایت می‌کند تا نجاتش دهند. هنوز هم انواعی از این طناب‌ها که معمولاً علامت‌هایی در هر یک تا سه متر در طول آن‌ها وجود دارد (برای نشان‌دادن جهت و فاصله تا قربانی) در دسترس هستند. برای سنجش اثربخشی این طناب‌ها آزمایش‌های میدانی متعددی، به‌ویژه در دهه ۱۹۷۰ در سوئیس و آمریکا، با استفاده از آدمک‌ها و بهمن‌های مصنوعی (ازجمله تحریک بهمن با انفجار) انجام گرفته است. درکنار آن، بهمن‌های مرگبار در سوئیس طی سه دهه (۱۹۴۴ تا ۱۹۷۴) بررسی شده‌اند. برآیند نتایج به‌دست آمده از این مطالعات که در منابع معتبر انتشار یافته‌اند نشان می‌دهد که طناب بهمن کارایی لازم را برای نجات فرد گرفتارشده در بهمن ندارد. در بیشتر موارد (۶۰٪) کل طناب زیر برف مدفون شده بود و در مواردی هم اساساً اتصالش با آدمک (یا قربانی بهمن) قطع شده بود. به پشتوانهٔ همین مطالعات بود که ملکیور شیلد (Melchior Schild) از مؤسسه فدرال سوئیس برای تحقیقات برف و بهمن (SLF) در همایش کارشناسان نجات بهمن در سال ۱۹۷۵ نتیجه‌گیری کرد: «بر اساس این نتایج، طناب بهمن را دیگر نمی‌توان قابل اعتماد درنظر گرفت».
با پیشرفت‌های صورت‌گرفته در این زمینه و به‌اتکای نتایج عملی اثبات‌شده، هم‌اکنون مجموعه‌ای (سِتی) سه‌بخشی شامل دستگاه فرستنده-گیرنده (موسوم به ترنسیوِر، avalanche transceiver یا beacon)، میل سونداژ و بیلچه به‌عنوان سِت استاندارد جستجو و نجات بهمن پذیرفته و توصیه شده است. تمام نفرات تیم باید به این سِت مجهز بوده و آموزش و تمرین لازم را برای استفادهٔ درست از آن‌ها گذرانده باشند. قیمت ست کامل از حدود ۲۵۰ یورو شروع شده و وزن کل آن اغلب حدود ۱٫۵ کیلوگرم است. در کنار این سِتِ حداقلی و استاندارد، تجهیزات دیگری نیز استفاده می‌شوند که به چند مورد از آن‌ها در انتهای این بخش اشاره شده است.

### ترنسیوِر (دستگاه فرستنده-گیرنده)
ترنسیور بهمن (که ممکن است با نام‌های تجاری مختلفی هم شناخته شود) دستگاه کوچکی است که سیگنالی رادیویی با فرکانس ۴۵۷ کیلوهرتز منتشر (و دریافت) می‌کند. تمام نفرات تیم باید به ترنسیور مجهز باشند که درحالت معمول روی حالت انتشارِ سیگنال قرار دارد. چنانچه بهمنی رخ دهد، افراد بیرون‌مانده از بهمن، ترنسیور خود را به وضعیت دریافت تغییر حالت داده و جستجو برای دریافت سیگنال از آن‌هایی که زیر برف مانده‌اند را آغاز می‌کنند. سیگنال دفن‌شده در بهمن با بسیاری از دستگاه‌های فعلی معمولاً تا فاصلهٔ ۸۰ متری قابل دریافت است. با این‌که طراحی ترنسیورها در طول زمان پیشرفت کرده و هم‌اکنون مجهز به نمایشگر دیجیتال با نشان‌دادن جهت و فاصله هستند، استفادهٔ مؤثر از آن‌ها نیازمند آموزش و تمرین مداوم و منظم است. ترنسیور بهمن را نباید با تجهیزات دیگر، از قبیل برنامه‌ها (اپلیکیشن‌های) کاربردی موبایل که خود را برنامه‌های جستجو در بهمن با استفاده از فناوری‌های ارتباطی دوطرفه معرفی می‌کنند، اشتباه گرفت.

### میله (میل) سونداژ بهمن (avalanche probe)
میلهٔ تاشدنی سبکی، اغلب از جنس آلومینیوم یا الیاف کربن و به‌طول ۲٫۴ متر درحالت کاملاً بازشده، که با فروکردن آن در برف می‌توان محل دقیق قربانی را در عمق برف تعیین کرد. درصورت دفن‌شدن بیش از یک نفر در بهمن، از میل سونداژ برای تصمیم‌گیری درمورد ترتیب نجات افراد هم استفاده می‌شود؛ با اولویت دادن به آن‌هایی که در عمق کمتری از برف هستند، چراکه شانس بیشتری برای زنده‌ماندن دارند. بیشترین تأثیر میل سونداژ زمانی است که در ترکیب با ترنسیور استفاده شود (محدودۀ سونداژ به‌واسطه دریافت سیگنال کوچک شده باشد)؛ و الا جستجو تنها با استفاده از میل سونداژ می‌تواند فرآیندی بسیار زمان‌بر باشد و دقایق حیاتی اولیه برای نجات فرد گرفتار شده در بهمن از دست برود.

### بیلچه (بیل) بهمن
بیل بهمن برای حفر برف و رسیدن به قربانی ضروری است، چرا که برف معمولاً طوری متراکم است که نمی‌توان آن را با دست (یا اسکی یا وسایل دیگر) حفر کرد. حتی زمانی هم که بهمن از برف پودر خشک ایجاد شده، تودهٔ بهمن سخت و متراکم است. بیلچه‌های بهمن معمولاً از جنس آلومینیوم ساخته و طوری طراحی شده‌اند که حمل و کاربرد آن‌ها راحت و مؤثر باشد (کفچهٔ بزرگ و دستهٔ محکم). از همین‌رو بیل پلاستیکی به‌رغم سبکی، به‌دلیل احتمال شکسته شدن توصیه نمی‌شود. از آنجایی که انرژی و وقت زیادی برای حفر برف تا رسیدن به قربانی نیاز است، روش و تکنیک درست بیل‌زدن عنصری ضروری برای نجات به‌حساب می‌آید. کاربرد مهم دیگر بیل بهمن، استفاده از آن در حفر گودال برفی برای ارزیابی برف انباشته‌شده است (تست پروفایل برف برای یافتن لایه‌های ضعیف پنهان، توضیح در ادامهٔ مقاله). 

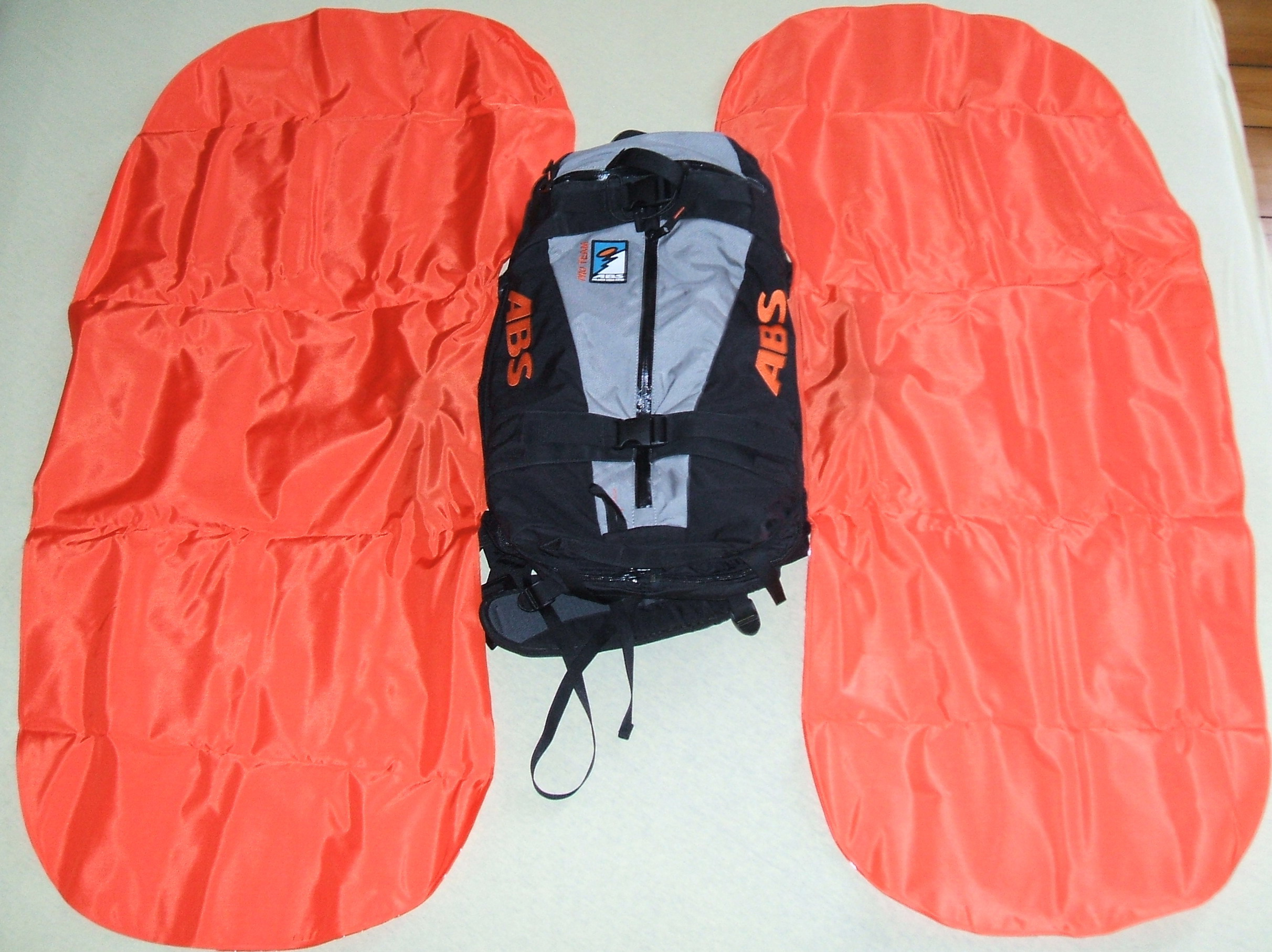
کوله‌پشتی مجهز به کیسهٔ هوا

### دیگر تجهیزات مورد استفاده
تجهیزات دیگری نیز برای افزایش شانس زنده‌ماندن در بهمن وجود دارند که اغلب مورد استفادۀ اسکی‌بازان است. از جملهٔ آن‌ها می‌توان موارد زیر را برشمرد:
- کوله‌پشتی مجهز به کیسهٔ هوا (ایربگ، airbag): کیسهٔ هوا باعث می‌شود که فرد به جسم بزرگتری تبدیل گردد و درنتیجه، لابلای بهمنِ درحال‌حرکت به‌سمت سطح برف کشیده شود. کیسه‌هوای بهمن درواقع طبق اثری موسوم به همرفت دانه‌ای کار می‌کند. اگر بهمن را مانند آجیل مخلوط یا غلات صبحانه درنظر بگیریم، مواد دانه‌ای رفتاری سیال دارند که در آن ذرات کوچک‌تر در انتهای (پایین) جریان ته‌نشین می‌شوند و ذرات بزرگ‌تر به‌سمت بالا می‌روند. اگر کیسه‌هوای بهمن درست و به‌موقع باز و پرباد شود، احتمال دفن‌شدن کامل فرد زیر برف به‌میزان قابل‌توجهی کاهش می‌یابد.
- بازتابندهٔ سیگنال رِکو (Recco): سیستمی از فرستادن و بازتاب سیگنال و متشکل از دو بخش است: یک دستگاه فرستنده-آشکارساز که در دست گروه امداد است و قطعهٔ بازتابنده (انعکاس‌دهندهٔ) غیرفعال (passive) و کوچکی که همراه فرد گرفتارشده در بهمن است (با نام ترانسپوندر، که معمولاً در لایهٔ بیرونی لباس کارگذاشته می‌شود، مثلاً روی چکمه، کلاه ایمنی یا کاپشن). دستگاه آشکارساز، سیگنالِ انعکاس‌یافته از قطعهٔ بازتابنده را دریافت و امدادگر را به‌سمت آن هدایت می‌کند. فرکانس مورد استفاده در این سیستم با ترنسیور بهمن یکسان است (۴۵۷ کیلوهرتز) و ازهمین‌رو آشکارساز رِکو می‌تواند همزمان سیگنال بازتابیدهٔ Recco و سیگنال ترنسیور بهمن را جستجو و پیدا کند. بااین‌حال، کارایی و تأثیر این روش اصلاً به‌اندازۀ روش استاندارد (تجهیز همهٔ افراد تیم به ترنسیور) نیست و لذا نمی‌تواند جایگزینی برای آن درنظرگرفته شود.
- سایر دستگاه‌هایی که به سیستم جهت‌یاب ماهواره‌ای (GPS) یا به فرستنده-گیرنده‌های نصب‌شده در محل (معمولاً پیست‌ها و مناطق پرطرفدار اسکی) اتصال و تبادل سگنال دارند و بسته به شرایط ممکن است کار جستجو و مکان‌یابی قربانی بهمن را تسهیل کنند.

### اهمیت شروع فوری جستجو و نجات
تحقیقاتی در سوئیس بر اساس ۴۲۲ مورد مدفون شدن اسکی‌بازان در بهمن نشان می‌دهد شانس زنده‌ماندن چگونه با گذشت زمان به‌سرعت کاهش می‌یابد:
- از ۹۲ درصد در ۱۵ دقیقهٔ ابتدایی خیلی سریع به ۳۰ درصد پس از ۳۵ دقیقه (مرگ اغلب بر اثر خفگی)؛
- نزدیک به صفر پس از دو ساعت (قربانیان اگر خفه نشده باشند، بر اثر جراحات یا سرمازدگی (هایپوترمی) جان خود را از دست می‌دهند).

آماری دیگر از کل موارد ثبت‌شده نشان می‌دهد شانس زنده ماندن در عرض ۱۵ دقیقه ۸۵ درصد، در عرض ۳۰ دقیقه ۵۰ درصد و در عرض یک ساعت ۲۰ درصد بوده است. برهمین‌اساس، بسیار حیاتی است که همهٔ افراد بیرون مانده از بهمن، به‌جای ایستادن در انتظار رسیدن کمک، عملیات جستجو و نجات را فوراً آغاز کنند. حتی در کشور مجهزی چون فرانسه، هلیکوپتر امداد به‌طور متوسط ۴۵ دقیقه پس از ریزش بهمن به محل می‌رسد؛ زمانی حیاتی که طی آن احتمالاً اکثر افراد گرفتار شده زیر بهمن جانشان را از دست داده‌اند. در برخی موارد، قربانیان بهمن تا زمان آب‌شدن برف‌ها یا حتی سال‌ها بعد وقتی که بقایایشان از یخچال‌ها بیرون می‌آید، پیدا نمی‌شوند.

## درجه‌بندی خطر وقوع بهمن
خطر وقوع بهمن معمولاً با درجه‌بندی از ۱ (کم) تا ۵ (خیلی زیاد) ازجانب مراکز هشدار بهمن ملی (یا قاره‌ای) اعلام می‌شود. در اروپا این سیستم درجه‌بندی از سال ۱۹۹۳ به‌شکلی استاندارد درآمد (با آخرین ویرایش در سال ۲۰۰۳ برای افزایش یکنواختی تعریف‌ها و توضیحات) و جایگزین روش‌هایی شد که در کشورهای مختلف به‌کار می‌رفت (ترجمهٔ این ویرایش نهایی را در جدول پایین ببینید). در آمریکای شمالی نیز استاندارد تقریباً یکنواختی استفاده می‌شود که با درجه‌بندی مشابه از ۱ تا ۵ شباهت زیادی به سیستم اروپایی دارد.
سرویس هشدار بهمن اروپا (European Avalanche Warning Services, EWAS) مسؤولیت به‌روزرسانی خطر بهمن و نمایش آن روی نقشه را در این قاره به‌عهده دارد (نگاه کنید به: https://www.avalanches.org/). این اداره با همکاری مراکز ملی (از جمله در کشورهای منطقهٔ آلپ و همچنین نروژ) و با استفاده از اطلاعات روزانه و ساعتی از جمله داده‌های هواشناسی و گزارش‌های میدانی از وضعیت برف انباشته‌شده، درجهٔ خطر بهمن را برای هر منطقه تعیین می‌کند (= تخمین می‌زند) که شامل این پنج سطح است: ۵- خیلی زیاد، ۴- زیاد، ۳- قابل توجه، ۲- متوسط و ۱- کم. درجهٔ خطر بهمن برای یک واحد مشخص (منطقه و زمان) تابعی از این عوامل است:
- پایداری برف انباشته‌شده (تعیین‌کنندهٔ احتمال شروع بهمن)
- توزیع پایداریِ برف (نشان‌دهندهٔ پراکندگی مکان‌های مستعد بهمن)
- اندازهٔ بالقوهٔ بهمن (تعیین‌کنندهٔ وسعت محدودهٔ تحت تأثیر بهمن)

سطح خطر برای هر منطقه همواره به‌صورت کلی تعیین می‌شود و نمی‌تواند نشان‌دهندهٔ وضعیت یک شیب یا دره یا مسیری خاص در کوه باشد. به‌علاوه، درجهٔ خطر اعلام شده درواقع نوعی از پیش‌بینی است و تخمین دقیق‌تر تنها با ارزیابی در محل میسر است.
| درجه خطر     | پایداری برف انباشته‌شده                                                        | علامت مشخصه | خطر وقوع بهمن |
| ------------ | ----------------------------------------------------------------------------- | ----------- | --- |
| ۱ - کم       | برف به‌طور کلی بسیار پایدار است.                                               |             | وقوع بهمن بعید است، مگر وقتی‌که بار سنگینی در معدودی از شیب‌های بسیار تند اعمال شود. هرگونه بهمن خودبه‌خودی، جزئی خواهد بود. شرایط به‌طور کلی ایمن است.   |
| ۲- متوسط     | برف در برخی از شیب‌های تند پایداری متوسط دارد. در جاهای دیگر بسیار پایدار است. |             | اگر بار سنگینی اعمال شود بهمن ممکن است تحریک شود، به‌ویژه در معدود شیب‌های تندی که درکل مستعد بهمن شناخته شده‌اند. بهمن خودبه‌خودی بزرگ قابل انتظار نیست. |
| ۳- قابل توجه | برف در بسیاری از شیب‌های تند پایداری متوسط یا ضعیف دارد.                       |             | بهمن ممکن است در بسیاری از شیب‌ها تحریک شود، حتی فقط با اعمال بارهای سبک. بهمن‌های خودبه‌خودی متوسط یا حتی نسبتاً بزرگ در برخی شیب‌ها ممکن است رخ دهد.     |
| ۴- زیاد      | برف در اکثر شیب‌های تند پایداری چندانی ندارد.                                  |             | بهمن ممکن است در بسیاری از شیب‌ها تحریک شود، حتی فقط با اعمال بارهای سبک. بهمن‌های خودبه‌خودی متوسط یا گاهی بزرگ به تعداد زیاد در برخی نقاط محتمل است.   |
| ۵- خیلی زیاد | برف به‌طور کلی ناپایدار است.                                                   |             | وقوع بهمن‌های خودبه‌خودی بزرگ حتی در شیب‌های ملایم هم محتمل است.                                                                                         |

تعاریف (عبارات و کمیت‌های اشاره شده در جدول):
- بار سنگین: دو اسکی‌باز (یا اسنوبوردر) با فاصلهٔ کم از هم، یک کوهنورد، یک خودرو برف‌کوب (groomer)، انفجار کنترل شده برای مدیریت بهمن.
- بار سبک: یک اسکی‌باز (یا اسنوبوردر) با پیچ‌های نرم و بدون زمین‌خوردن، گروهی اسکی‌باز با دست‌کم ده متر فاصله از هم، یک نفر با کفش برف.

- شیب‌ها: ملایم: کمتر از حدود ۳۰ درجه، تند: بالای ۳۰ درجه، بسیار تند: بالای ۴۰ درجه

جدول اندازهٔ بهمن (طبق تعریف اروپایی):
| اندازه | برد بهمن (Runout)                                                            | پتانسیل تخریب و خسارت                                                                                   | ابعاد فیزیکی                                               |
| ------ | ---------------------------------------------------------------------------- | --- | ---------------------------------------------------------- |
| جزئی   | لغزش برف در ابعاد کوچک که نمی‌تواند نفر را دفن کند، هرچند خطر سقوط وجود دارد. | احتمال کم، اما همچنان خطر مصدومیت و حتی مرگ وجود دارد.                                                  | طول (بالای منطقهٔ شروع تا نقطهٔ توقف) < ۵۰ متر، حجم < ۱۰۰ m³ |
| کوچک   | در جایی از شیب متوقف می‌شود.                                                  | می‌تواند نفر را دفن یا مصدوم کند یا باعث مرگش شود.                                                       | طول < ۱۰۰ متر، حجم < ۱۰۰۰ m³                               |
| متوسط  | به انتهای شیب می‌رسد.                                                         | می‌تواند اتومبیل را دفن و اسقاط کند، به کامیون آسیب برساند، ساختمان کوچک را تخریب کند و درختان را بشکند. | طول < ۱۰۰۰ متر، حجم < ۱۰۰۰۰ m³                             |
| بزرگ   | دست‌کم ۵۰ متر در قسمت بدون شیب پیشروی می‌کند، ممکن است به پایین دره برسد.      | می‌تواند کامیون‌های بزرگ و قطارها را دفن و اسقاط کند، ساختمان‌های بزرگ و مناطق جنگلی را تخریب کند.         | طول > ۱۰۰۰ متر، حجم > ۱۰۰۰۰ m³                             |

طبق آمار ارائه‌شده در وبسایت هشدار بهمن اروپا، درصد تلفات بهمن به‌ازای درجه خطرهای مختلف به‌شرح زیر بوده است:
- درجه خطر ۱: پنج درصد قربانیان،
- درجه خطر ۲: سی درصد قربانیان،
- درجه خطر ۳: پنجاه درصد قربانیان،
- درجه خطر ۴: ده درصد قربانیان

در اغلب موارد، به مردم توصیه می‌شود در خطر بهمن ۳ و بیشتر، به‌طور مطلق از رفتن به کوه خودداری کنند. در خطر بهمن ۲ نیز توصیه این است که از مسیرهای پرشیب (بالای ۳۰ درجه) و نقاطی که سابقهٔ ریزش بهمن دارند پرهیز شود.

## معمول‌ترین انواع بهمن

### بهمن‌های تخته‌ای

یک بهمن تخته‌ای در لحظهٔ شروع. منبع: [https://avalanche.ca/glossary#slab-avalanche https://avalanche.ca

بهمن‌های تخته‌ای (Slab avalanches) طبق آمارها باعث حدود ۹۰ درصد تلفات ناشی از بهمن در رشتهٔ کوهنوردی با اسکی (اسکی‌تورینگ) هستند. این بهمن‌ها زمانی ایجاد می‌شوند که لایه‌ای منسجم از برف روی سطح زیرین شروع به لغزیدن می‌کند (در اغلب موارد، روی لایه‌ای ضعیف از برف که بین لایه‌های انباشته‌شدهٔ پیشین قرار دارد)؛ به‌طوری‌که با انتشار سریع شکستگی‌ها، حجم زیادی از برف (حتی تا هزاران متر مکعب) می‌تواند تقریباً به‌طور هم‌زمان به‌حرکت درآید. هرچه‌قدر لایهٔ سست در بخش عمیق‌تری از تودهٔ برف باشد، اندازه و خطر بهمن تخته‌ای بزرگ‌تر خواهد بود. بهمن‌های تخته‌ای بسیار پروقوع‌اند و از خطرناک‌ترین انواع بهمن برای انسان شناخته می‌شوند، چرا که قادرند مقادیر انبوهی برف را به‌سرعت در اطراف به‌حرکت درآورده و باعث شوند زیر پای افراد به‌شکلی حرکت کند که گویی فرش از زیر پایشان کشیده می‌شود و پیش از آن‌که فرصتی برای فرار داشته باشند در برف غرق شوند.
بهمن‌های تخته‌ای معمولاً این مشخصه‌ها را دارند:
- بلوک (یا تخته‌ای) از برف که با شکستگی از محیط اطراف خود جدا شده است: شکستگی تاج مانند در بالای منطقهٔ شروع بهمن، شکستگی‌های جانبی در طرفین منطقهٔ شروع و شکستگی در پایین آن (موسوم به stauchwall). شکستگی‌های تاج و پهلو به‌شکل دیوارک‌های عمودی هستند، به‌طوری‌که برف داخل بهمن را از برفی که روی شیب باقی‌مانده متمایز می‌کنند؛
- شامل یک یا چند لایهٔ برف با ضخامتی از چند سانتی‌متر تا حتی چند متر است؛
- می‌تواند از برف تازه (لایهٔ نسبتاً نرم) تا لایه‌ای از برفی سفت‌شده یا انباشته‌شده با باد را شامل شود؛
- ممکن است حاوی برف خشک یا مرطوب باشد؛
- نوعی از بهمن تخته‌ای می‌تواند بر اثر گرم و ذوب‌شدن لایه‌ای از برف روی شیبی از جنس سنگ، گل‌ولای یا علف (چمن) شکل‌گیرد؛
- بهمن‌های بزرگ، مخرب و مهلک معمولاً بهمن‌های تخته‌ای هستند (به‌طور کلی از بهمن‌های برف سست خطرناک‌ترند).

### بهمن برف سست

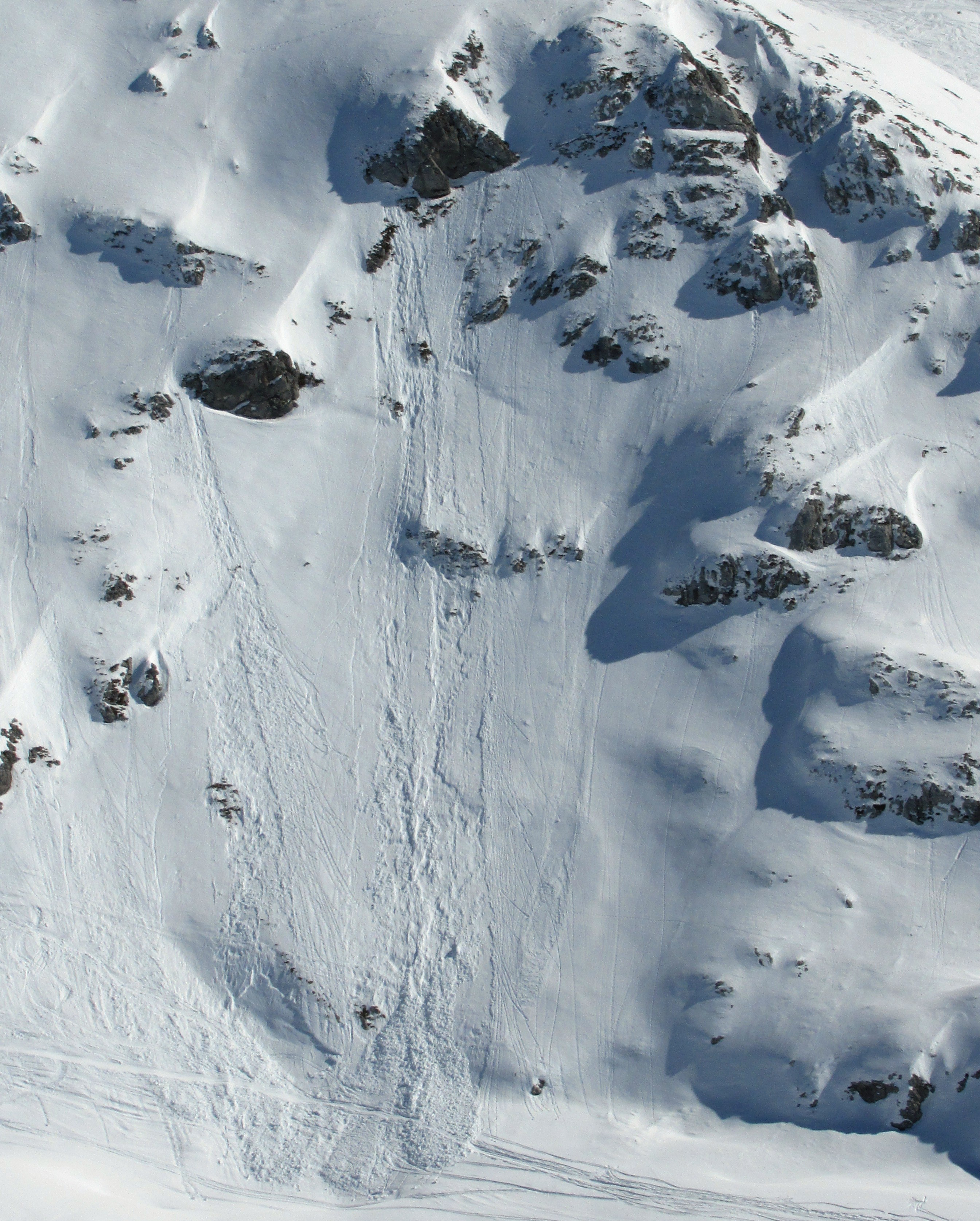
بهمن برف سست با اندازهٔ کوچک، از نقاط سنگی/صخره‌ای در شیبی تند.

بهمن‌های برف سست (یا شُل) از برفی که انسجام ندارد شکل می‌گیرند و بسته به‌این‌که این برف مرطوب باشد یا خشک، بهمن‌های سست مرطوب یا خشک نامیده می‌شوند. این بهمن‌ها از نقطه‌ای روی سطح برف شروع شده و به‌طور پیش‌رونده به‌شکل بادبزنی جمع شده و حجم پیدا می‌کنند. تفاوت آن‌ها با بهمن‌های تخته‌ای در این است که فاقد خط شکستگی (یا رها شدگی) از برف روی شیب هستند و معمولاً به لایه‌های سطحی محدود شده و مسیر انتشار نسبتاً محدود و کم‌عرضی دارند. در شیب‌های بسیار تند، به‌دلیل امکان کمتر برای انباشت برف، بهمن‌های برف سست شایع‌تر از بهمن‌های تخته‌ای هستند.

### بهمن‌های برف مرطوب
بهمن برف مرطوب از حرکت نسبتاً کم‌سرعت ترکیبی از برف و آب به‌وجود می‌آید و مسیرش محدود به سطحی است که روی آن در لغزش است. سرعت نسبتاً کم این نوع بهمن (حدود ۱۰–۴۰ کیلومتر در ساعت) به‌دلیل اصطکاک بین سطح لغزندهٔ مسیر و برفِ اشباعشده با آب است. بهمن‌های برف مرطوب به‌رغم سرعت کم، به‌دلیل جرم و چگالی زیاد قادرند نیروی مخرب قدرتمندی ایجاد کنند. تودهٔ بهمن برف مرطوب می‌تواند برف نرم را شخم زده و تخته‌سنگ، زمین، درختان و سایر گیاهان را شسته و با خود همراه کند. ردی که این نوع بهمن در مسیر خود به‌جامی‌گذارد در اغلب موارد زمین لخت و معمولاً گل‌آلودی است که در معرض دید قرار گرفته. بهمن‌های برف مرطوب می‌توانند از برف شُل (سست) یا از لایه‌ای منسجم (تخته‌ای) شروع شوند و فقط در برف‌هایی رخ می‌دهند که درحالت اشباع از آب قرار دارند (تعادل دمایی در نقطهٔ ذوب برف). وقوع بهمن‌های برف مرطوب در عرض‌های جغرافیایی میانی (از جمله ایران) اغلب با پایان فصل زمستان و آغاز بهار، یعنی زمانی که هوا در طول روز به‌شکل قابل‌توجهی گرم می‌شود، همراه است.

### بهمن‌های برف پودری
بزرگ‌ترین بهمن‌ها جریان‌های معلق متلاطمی را تشکیل می‌دهند (نوعی از جریان گرانشی، Gravity current) که با نام بهمن‌های برف پودری یا بهمن‌های مخلوط شناخته می‌شوند. این نوع بهمن‌ها که از حرکت پر سرعت ابری از پودر برف روی بهمنی متراکم شکل می‌گیرند می‌توانند هر نوع برف و مکانیسم شروعی داشته باشند؛ هرچند اغلب در برف پودر خشک و تازه رخ می‌دهند. بهمن‌های پودر برفی می‌توانند سرعتی تا ۳۰۰ کیلومتر در ساعت و جرمی بیش از ده میلیون تن پیدا کنند و به‌شکل توده‌هایی عظیم با قدرت تخریب فراوان مسافت‌های طولانی را رو به پایین و حتی در انتها، رو به بالا بپیمایند.

## عناصر سه‌گانه و اصلی بهمن
سه عنصر اصلی برای شکل‌گیری بهمن عبارتند از: [شکل] زمین (Terrain)، آب‌وهوا و برف انباشته‌شده (Snowpack). عنصر شکل زمین، محل‌ها، عوارض و نقاطی را توصیف می‌کند که در آن‌ها بهمن رخ می‌دهد. عنصر آب‌وهوا به توصیف شرایط جوی ایجاد برف و تغییر و تحول در آن می‌پردازد و در نهایت عنصر برف انباشته‌شده، ویژگی‌های ساختاری برف را که به شکل‌گیری بهمن می‌انجامد توصیف می‌کند. پرواضح است برای شناخت بهمن و پرهیز از آن در کوهستان، باید دانش خوبی از این سه عنصر به‌دست‌آورد.

### شکل زمین
پیشتر اشاره شد که اکثر بهمن‌ها روی شیب‌هایی با زاویهٔ حدوداً ۳۰ تا ۴۵ درجه آغاز می‌شوند. در چنین بازه‌ای از زاویهٔ شیب است که از یک طرف امکان انباشت انواع مختلف برف وجود دارد (شیب بیش‌ازحد تند نیست که برفی روی آن انباشته نشود) و از طرف دیگر، برف انباشته‌شده امکان می‌یابد پس از شروع به حرکت، در اثر ترکیبی از شکست مکانیکی و نیروی گرانش روی آن شتاب گیرد. 

دهلیزهای مستعد بهمن (معمولاً بهمن تخته‌ای) در نتیجهٔ برف انباشته‌شده با باد در سمت بادپناهِ یال‌ها (جهت غالب باد در اینجا از راست به چپ). منبع: avalanche.ca

بااین‌حال در توصیفی کلی‌تر، که انواع متنوع‌تری از برف و بهمن‌های کم‌وقوع‌تر را هم شامل می‌شود، زاویهٔ شیبی که می‌تواند برف را در خود نگه دارد، به عوامل مختلفی مانند شکل کریستال برف و میزان رطوبت آن بستگی دارد. اشکال مختلفی از برف خشک و سرد فقط روی شیب‌های ملایم می‌نشینند، درحالی‌که برف مرطوب و گرم‌تر می‌تواند به سطوح بسیار پرشیب هم بچسبد. به‌طور خاص در کوه‌های ساحلی، مانند بخش‌هایی از پاتاگونیا، ضخامت زیادی از برف می‌تواند روی سطوح صخره‌ای عمودی و حتی با شیب معکوس انباشته (آویزان) شود. از آن طرف، زاویهٔ شیبی که می‌تواند به حرکت برف شتاب دهد به عوامل مختلفی مانند مقاومت برشی برف (که خود تابعی از شکل کریستالی برف است)، وضعیت لایه‌ها و اتصال بین آن‌ها بستگی دارد. 

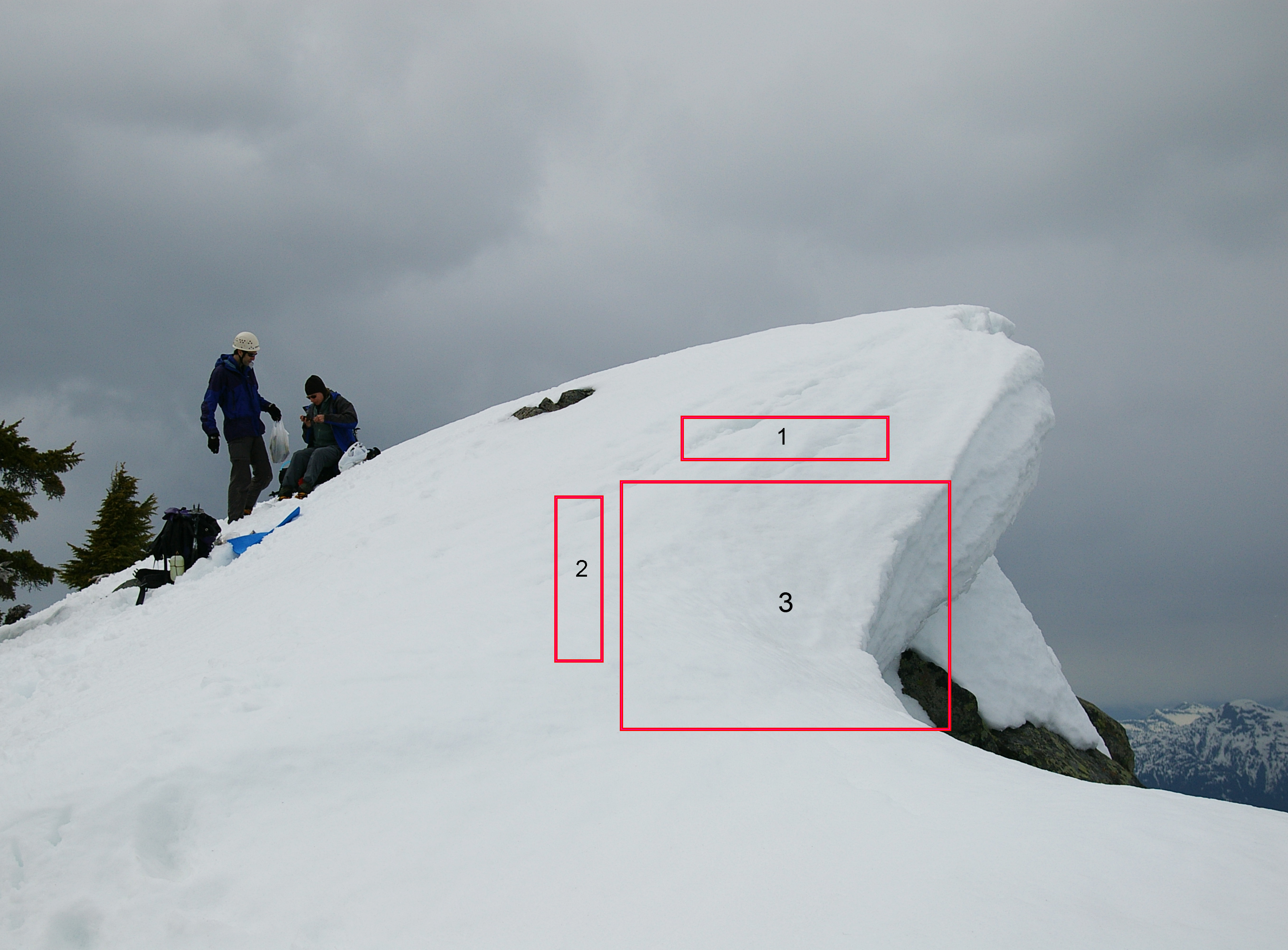
نقاب برفی در آستانهٔ شکستن: ترک‌های برف در قسمت (۱) قابل مشاهده است. قسمت (۳) پس از ثبت این عکس فروریخت و (۲) تبدیل به لبهٔ جدید نقاب شد.

برف انباشته‌شده در دامنه‌های رو به خورشید، به‌شدت تحت تأثیر تابش آفتاب است. چرخه‌های روزانهٔ ذوب و انجمادِ دوباره می‌توانند نشست برف را تسهیل کرده و آن را تثبیت کنند. درعین‌حال، چرخه‌های شدید انجماد و ذوب منجر به تشکیل پوسته‌های سطحی در طول شب و برف‌های سطحی ناپایدار در طول روز می‌شوند. لبهٔ شیب‌ها (لبهٔ یال‌ها و خط‌الرأس) یا هر مانع دیگری در مسیر باد، می‌تواند باعث انباشت برفِ بیشتر معمولاً در سمتی شود که رو به وزش باد نیست (اصطلاحاً سمتِ بادپناه)؛ که این خود احتمال شکل‌گیری برف عمیق، تخته‌ای شکل در امتداد جهت باد و نیز نقاب برفی را بالا می‌برد. همهٔ این شکل‌های مختلفِ انباشت برف می‌توانند باعث شروع بهمن شوند. به‌طور کلی، عمق برف در شیب‌های رو به باد، اغلب بسیار کمتر از شیب‌های بادپناه است.
برف روی شیب‌هایی که شکلی محدب (برجسته) دارند پایداری کمتری نسبت به شیب‌های مقعر (تو رفته) دارد؛ به این دلیل که مقاومت کششی لایه‌های برف کمتر از مقاومت فشاری آن‌هاست. همچنین ترکیب و ساختار بستری (زمینی) که تودهٔ برف روی آن شکل گرفته، در پایداری برف تأثیر دارد. مثلاً، بعید است در شیب‌های پوشیده از درختان انبوه بهمنی رخ دهد. در مقابل، تخته‌سنگ‌ها و پوشش گیاهی پراکنده به‌دلیل ایجاد شیب دمایی شدید در اطراف خود، می‌توانند مناطق ضعیفی را در اعماق برف ایجاد کرده و احتمال بهمن را افزایش دهند. در شیب‌هایی هم که زمین صاف است (مانند چمن یا سنگ یکپارچه)، بهمن‌هایی با عمق کامل شایع‌ترند (نگاه کنید به آخرین مورد از علائم یا خطرات پنج‌گانه).

### برف انباشته‌شده، ساختار و مشخصه‌ها

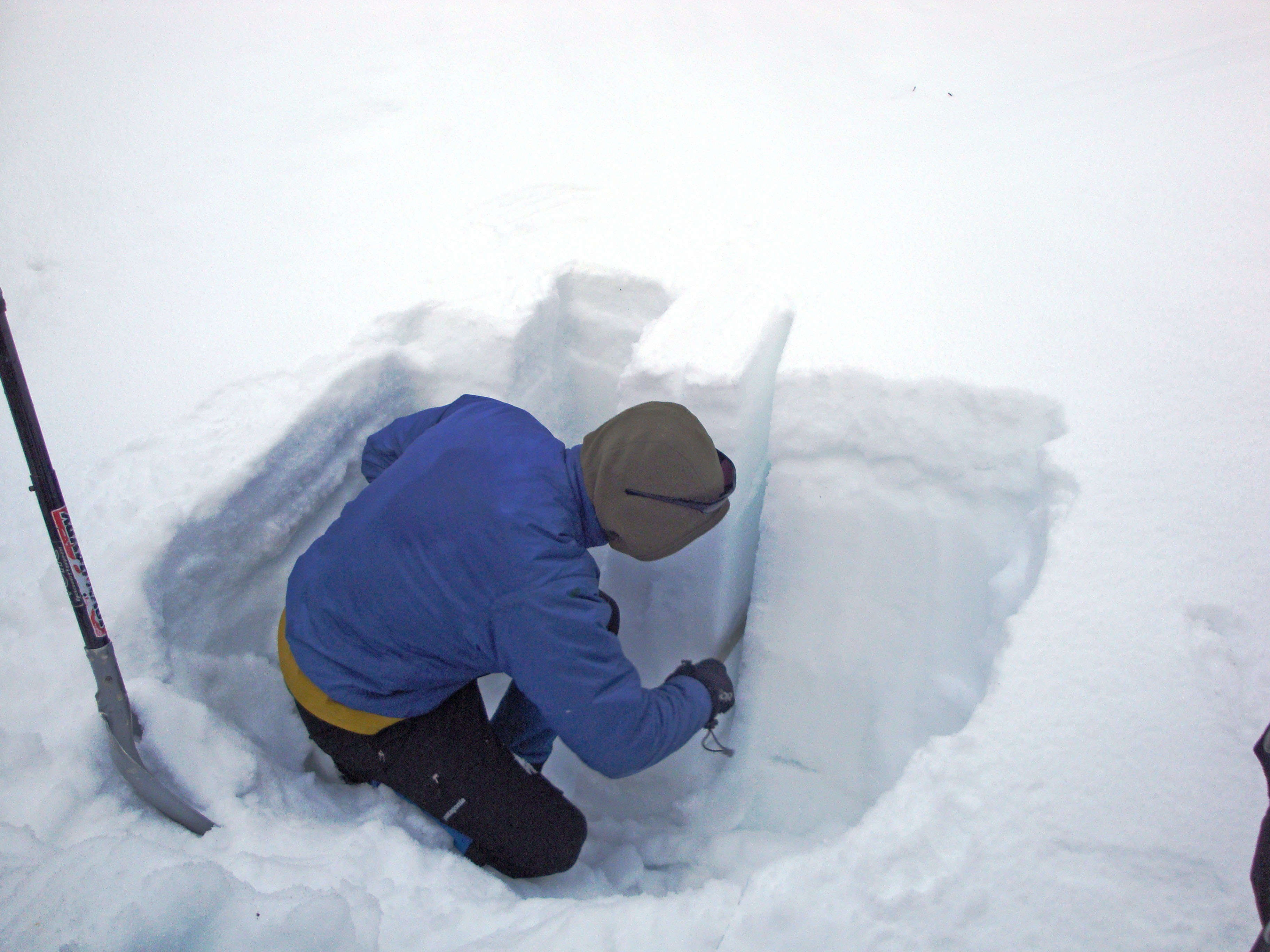
تست فشرده‌سازی: ارزیابی ناپایداری لایه‌های برف با حفر گودال برفی و سپس جداسازی ستونی به ابعاد 30x30 cm و فشرده‌سازی مرحله‌به‌مرحلهٔ آن (به ویدیو مراجعه شود). در این تصویر، لایه‌ای ضعیف درست زیر لایهٔ فوقانی به راحتی با دست خراشیده شده و یک خط افقی در دیوارهٔ گودال باقی‌گذاشته است.

برف انباشته‌شده (Snowpack) در واقع از لایه‌های برف موازی زمین تشکیل شده است که در طول فصل بارش روی هم انباشته می‌شوند. هر لایه حاوی دانه‌های برفی است که معرف شرایط متمایز جوی در هنگام بارش و تشکیل آن لایه است. لایه‌ها پس از بارش به‌تدریج فرونشسته و با گذشت زمان تحت تأثیر شرایط جوی تحول و تکامل می‌یابند. برای وقوع بهمن لازم است بار ناشی از انباشت برف از پیوستگی برف (معمولاً بین لایه‌ها) بیشتر شود. بار در اینجا مستقیماً وزن برف است، اما سنجش استحکام و پیوستگی برف که مشخصه‌هایی ناهمگن هستند بسیار سخت‌تر است. این کار بستگی به جزئیات و ویژگی‌هایی چون مورفولوژی برف، شامل شکل دانه‌های آن و پیوندهای بین دانه‌ها و نیز اندازه، چگالی، دما و محتوای آب برف دارد. این ویژگی‌ها ممکن است با گذشت زمان و بسته به رطوبت محلی، شار بخار آب، دما و شار گرما دگرگون شوند. لایهٔ بالایی برف هم به‌شدت تحت تأثیر تابش آفتاب و هوای محلی است. از جمله اهداف تحقیقات دربارهٔ بهمن، پیشرفت و راستی‌آزمایی شبیه‌سازی کامپیوتری است تا با استفاده از آن بتوان روند تحول و تکامل برف فصلی را در طول زمان بر اساس متغیرهای واقعی آب‌وهوایی بررسی و پیش‌بینی کرد.
شناخت کامل عوامل ناپایداری برف و به‌تبع آن تعیین دقیق احتمال وقوع بهمن کاری بسیار دشوار است که شاید تنها با بررسی‌های آزمایشگاهی میسر شود. بااین‌حال، برای کمک به ارزیابی ساختار و پایداری برف انباشته‌شده در شرایط عملیِ کوهستان، تست‌های میدانی مختلفی ابداع شده و تکامل پیدا کرده‌اند که هم‌اکنون ۴–۵ مورد از آنها تقریباً به‌شکل استاندارد درآمده‌اند و در دوره‌های معتبر شناخت بهمن آموزش داده می‌شوند (اصطلاحاً تست پروفایل برف) که مهم‌ترین آن‌ها عبارتند از:
- تست فشرده‌سازی (Compression test)
- تست ستون عریض برف (Extended column test)
- تست انتشار با اره (Propagation saw test)

(عنوان انگلیسی هر تست به توضیحِ ویدئویی آن در وبسایت هشدار بهمن کانادا پیوند شده است).
همواره توصیه می‌شود به نتیجهٔ یک تست نباید اعتماد زیادی کرد. ایمن‌ترین رویکرد در تفسیر نتایج این تست‌ها، استفاده از آن‌ها برای پرهیز از شیب‌های مستعد بهمن است و هرگز نباید به‌عنوان گواه یا مجوزی برای کاملاً ایمن فرض‌کردن یک شیب مستعد بهمن به‌کار برده شوند (رد کردن و نه تأیید). به‌علاوه، انجام و تفسیر درست آن‌ها مستلزم شرکت در دوره‌های معتبر آموزشی در زمینهٔ بهمن است.

### آب‌وهوا
طوفان برف و بارش باران از عوامل مهم افزایش خطر ریزش بهمن هستند. بارش برف هم به‌دلیل افزودن بار (وزن) و هم به این دلیل که برف تازه زمان کافی برای اتصال به لایه‌های زیرین ندارد، باعث افزایش ناپایداری در برف انباشته‌شده می‌شود. بارش برف در ارتفاعات معمولاً با وزش باد همراه است. باد بسته به‌شدت و جهت وزش، نقش بسیار مهمی در انباشت برف در مکان‌ها، لبه‌ها و شیب‌های بادپناه دارد (از جمله انباشت برف در دهلیزها و همین‌طور شکل‌گیری نقاب برفی). بیشتر بهمن‌ها در طول طوفان برف یا به‌فاصله کوتاهی پس از آن اتفاق می‌افتند.
باران نیز تأثیر مشابهی دارد و به‌ویژه در کوتاه‌مدت باعث ناپایداری برف می‌شود؛ چرا که باری اضافه به برف انباشته‌شده تحمیل می‌کند. از طرف دیگر، آب باران هنگام نفوذ در برف می‌تواند مانند روان‌کننده عمل کرده و اصطکاک طبیعی بین لایه‌های برف را کاهش دهد.

## پیشگیری، مهار و کنترل بهمن
راه‌های مختلفی برای جلوگیری از ریزش بهمن یا کاهش اندازه و قدرت تخریب آن وجود دارند. این روش‌ها را می‌توان به دو دستهٔ کلی تقسیم کرد: فعال (active) و غیرفعال (passive).
منظور از روش‌های فعال، آن‌هایی هستند که برای تغییردادن شکل و اندازهٔ برف انباشته‌شده به‌کار می‌روند؛ از جمله:
- استفاده از ماشین برف‌کوب برای فشردن لایه‌های برف به‌ همدیگر (Snow grooming، اغلب در پیست‌های اسکی)؛
- ساخت انواعی از موانع (حصار) برای کاستن از انباشت برف در نقاطی که به‌طور طبیعی برف زیادی (اغلب بر اثر باد) در آن‌ها جمع می‌شود؛
- ایجاد بهمن‌های کوچک با استفاده از انفجارهای کنترل‌شده برای شکستن و فروریختن لایه‌های ناپایدار برف و پیشگیری از تشکیل بهمن‌های بزرگ.

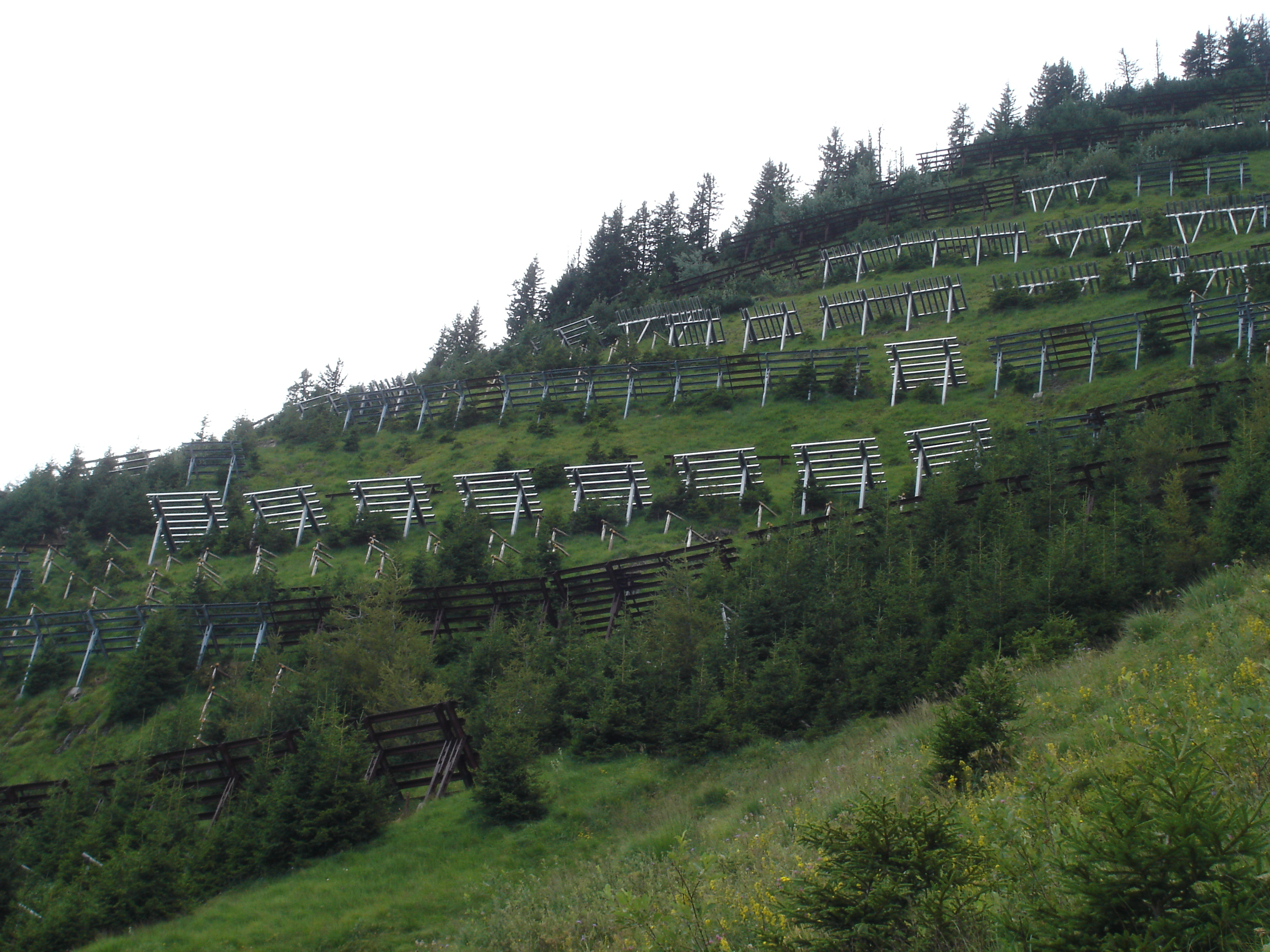
حصار (مانع) برف (عکس در تابستان)، سوئیس.

در مقابل، روش‌های غیرفعال، بر پایدارکردن برف انباشته‌شده در محل آن روی شیب‌ها تمرکز دارند، از جمله:
- ساخت انواع مختلفی از سازه‌های نگهدارندهٔ برف از جمله تور برف (snow net) و حصار برف (snow fence) برای تثبیت برف انباشته‌شده روی شیب‌ها.
- حفظ درختان (و کاشت درختان جدید) در شیب‌های مشرف به زیرساخت‌ها و تأسیسات با هدف افزایش پایداری برف. درختان با تراکم کافی می‌توانند برف را در جای خود نگه داشته و درصورت وقوع بهمن نیز سرعت آن را کاهش دهند. بی‌توجهی به این امر و حذف پوشش گیاهی طبیعی در بسیاری از مناطق کوهستانی در کشورهای توسعه‌یافته با هدف تغییر کاربری شیب‌ها و توسعهٔ پیست‌های اسکی، به‌ویژه در نیمهٔ دوم قرن بیستم، منجر به افزایش خسارات جانی و مالی ناشی از بهمن شد.[۲۳]

در کنار این موارد، انواعی از سازه‌ها نیز برای متوقف یا منحرف‌کردن بهمن استفاده می‌شوند که معمول‌ترین آن‌ها سازه‌های فولادی و بتنی مستحکمی است که بر روی زیرساخت‌هایی که در مسیر بهمن قرار دارند ساخته می‌شوند؛ از جمله بهمن‌گیر یا گالری بهمن (avalanche gallery) برای محافظت از جاده یا راه‌آهن. نوع دیگری از این موانع، تپه‌هایی است که با استفاده از خاک و سنگ در مسیر بهمن و برای کاستن از سرعت و برد آن ساخته می‌شوند.

## پیوست
در نروژ سامانهٔ متمرکزی برای هشدار خطر بهمن وجود دارد که از مطالب آن در این مقاله هم استفاده شده است (آدرس: https://www.varsom.no/en/avalanches/). در بین محتوای آموزشی این سامانه، خلاصه‌ای دو صفحه‌ای به‌نام «کارت بهمن» تدوین شده که با هدف راهنمایی اسکی‌بازان (و کوهنوردان) برای طراحی برنامه‌ای ایمن‌تر در دسترس عموم قرار دارد. این کارت با کسب اجازه از سایت هشدار بهمن نروژ به فارسی ترجمه و در اینجا پیوست شده است. به همهٔ افرادی که برای فعالیت‌های مختلف پا به کوهستان می‌گذارند توصیه می‌شود با محتوای این کارت (که عملاً خلاصه‌ای مختصر و مفید از این مقاله است) به‌عنوان حداقل اطلاعات لازم برای اجرای برنامه در شرایط برفی آشنا شوند و آن را با خود به کوه ببرند. امید است خلاصهٔ مشابهی که تناسب بهتری با شرایط مناطقی چون ایران دارد در آیندهٔ نزدیک تدوین گردد.
بدیهی است اجرای هرچه ایمن‌تر برنامه‌های زمستانی مستلزم کسب تجربه، شرکت در دوره‌های معتبر آموزشی در زمینهٔ بهمن، تهیهٔ تجهیزات ضروری نجات از بهمن و تمرین و آمادگی مداوم برای استفادهٔ عملی از آن‌ها است.